# Argentina en los Juegos Suramericanos de 2014
Argentina compitió en los Juegos Suramericanos de 2014 celebrados en Santiago, Chile del 7 al 19 de marzo de 2014. Un total de 510 atletas en 37 deportes participaron en representación de Argentina. El abanderado en la ceremonia de apertura de los juegos fue el gimnasta Federico Molinari.

## Atletismo

### Masculino
Eventos de pista
| Evento                      | Atletas              | Preliminar | Preliminar | Final                 | Final                 |
| Evento                      | Atletas              | Tiempo     | Posición   | Tiempo                | Posición              |
| --------------------------- | -------------------- | ---------- | ---------- | --------------------- | --------------------- |
| 1500 m masculino            | Federico Bruno       |            |            | 3:39.96               | Medalla de oro        |
| 5000 m masculino            | Javier Carriqueo     |            |            | 14:11.41              | Medalla de bronce     |
| 5000 m masculino            | Federico Bruno       |            |            | 14:11.55              | 4º                    |
| 10000 m masculino           | Javier Carriqueo     |            |            | No finalizó la prueba | No finalizó la prueba |
| 3000 m obstáculos masculino | Mariano Mastromarino |            |            | 8:48.11               | Medalla de bronce     |
| 110 m vallas masculino      | Agustín Carrera      | 14.06      | 3 Q        | 13.86                 | 4º                    |
| 20 km masculino             | Juan Manuel Cano     |            |            | 1:24:45.0             | 6º                    |

Eventos de pista
| Evento                            | Atletas             | Final | Final             |
| Evento                            | Atletas             | Marca | Posición          |
| --------------------------------- | ------------------- | ----- | ----------------- |
| Salto de altura masculino         | Carlos Layoy        | 2.18  | Medalla de bronce |
| Salto con garrocha masculino      | Germán Chiaraviglio | 5.35  | Medalla de plata  |
| Salto con garrocha masculino      | Rubén Darío Benítez | 5.00  | 5º                |
| Salto triple masculino            | Maximiliano Díaz    | 15.39 | 6º                |
| Lanzamiento de bala masculino     | Germán Lauro        | 20.70 | Medalla de oro    |
| Lanzamiento de disco masculino    | Germán Lauro        | 58.36 | Medalla de bronce |
| Lanzamiento de disco masculino    | Andrés Rossini      | 56.08 | 4º                |
| Lanzamiento de martillo masculino | Juan Ignacio Cerra  | 66.34 | Medalla de bronce |
| Lanzamiento de martillo masculino | Fabián Di Paolo     | 64.97 | 5º                |
| Lanzamiento de jabalina masculino | Braian Toledo       | 72.52 | 5º                |

Eventos combinados
| Decatlón masculino      | Evento | Román Gastaldi | Román Gastaldi | Román Gastaldi | Guillermo Ruggeri | Guillermo Ruggeri | Guillermo Ruggeri |
| Decatlón masculino      | Evento | Resultados     | Puntos         | Posición       | Resultados        | Puntos            | Posición          |
| ----------------------- | ------ | -------------- | -------------- | -------------- | ----------------- | ----------------- | ----------------- |
|                         | 100 m  | 10.95          | 872            | 3º             | 10.91             | 881               | 2º                |
| Salto de longitud       | 7.05   | 826            | 2º             | 6.88           | 785               | 3º                |                   |
| Lanzamiento de bala     | 14.02  | 730            | 2º             | 13.00          | 667               | 3º                |                   |
| Salto de altura         | 1.94   | 749            | 2º             | 1.91           | 723               | 4º                |                   |
| 400m                    | 50.28  | 802            | 2º             | 47.88          | 915               | 3º                |                   |
| 110 m con vallas        | DNS    | 0              | -              | 14.64          | 894               | 2º                |                   |
| Lanzamiento de disco    | DNS    | 0              | -              | 37.99          | 624               | 3º                |                   |
| Salto con pértiga       | DNS    | 0              | -              | 3.80           | 562               | 3º                |                   |
| Lanzamiento de jabalina | DNS    | 0              | -              | 50.30          | 593               | 3º                |                   |
| 1500 m                  | DNS    | 0              | -              | 4:44.21        | 654               | 3º                |                   |
| Final                   |        |                | DNF            | -              |                   | 7298              | Medalla de bronce |

### Femenino
Eventos de pista
| Evento           | Atletas                      | Preliminar | Preliminar | Final     | Final             |
| Evento           | Atletas                      | Tiempo     | Posición   | Tiempo    | Posición          |
| ---------------- | ---------------------------- | ---------- | ---------- | --------- | ----------------- |
| 100 m femenino   | María Victoria Woodward      | 11.86      | 6 Q        | 11.78     | 6º                |
| 200 m femenino   | María Victoria Woodward      | 24.61      | 9          | No avanzó | No avanzó         |
| 800 m femenino   | Mariana Borelli              |            |            | 2:07.57   | Medalla de plata  |
| 1500 m femenino  | Mariana Borelli              |            |            | 4:26.94   | 4º                |
| 5000 m femenino  | María de los Ángeles Peralta |            |            | 16:15.01  | Medalla de bronce |
| 5000 m femenino  | Rosa Godoy                   |            |            | 16:28.21  | 5º                |
| 10000 m femenino | María de los Ángeles Peralta |            |            | 34:15.26  | 5º                |
| 10000 m femenino | Rosa Godoy                   |            |            | 34:08.16  | 4º                |

Eventos de campo
| Evento                           | Atletas              | Final | Final            |
| Evento                           | Atletas              | Marca | Posición         |
| -------------------------------- | -------------------- | ----- | ---------------- |
| Salto con garrocha femenino      | Valeria Chiaraviglio | 4.00  | 4º               |
| Salto con garrocha femenino      | Noelina Madarieta    | 3.90  | 5º               |
| Lanzamiento de disco femenino    | Bárbara Comba        | 59.29 | Medalla de plata |
| Lanzamiento de martillo femenino | Jennifer Dahlgren    | 67.94 | Medalla de plata |
| Lanzamiento de jabalina femenino | Bárbara López        | 49.14 | 7º               |

Eventos combinados
| Heptatlón femenino      | Evento           | Fiorella Chiappe | Fiorella Chiappe | Fiorella Chiappe | Agustina Zerboni | Agustina Zerboni | Agustina Zerboni |
| Heptatlón femenino      | Evento           | Resultados       | Puntos           | Posición         | Resultados       | Puntos           | Posición         |
| ----------------------- | ---------------- | ---------------- | ---------------- | ---------------- | ---------------- | ---------------- | ---------------- |
|                         | 100 m con vallas | 14.33            | 932              | 4º               | DNF              | 0                | -                |
| Salto de altura         | 1.69             | 842              | 5º               | DNS              | 0                | -                |                  |
| Lanzamiento de bala     | 10.66            | 573              | 6º               | DNS              | 0                | -                |                  |
| 200 metros              | 25.36            | 854              | 6º               | DNS              | 0                | -                |                  |
| Salto largo             | 6.05             | 865              | 4º               | DNS              | 0                | -                |                  |
| Lanzamiento de jabalina | 35.98            | 590              | 4º               | DNS              | 0                | -                |                  |
| 800 metros              | 2:13.63          | 912              | 2º               | DNS              | 0                | -                |                  |
| Final                   |                  | 5568             | Medalla de plata | DNF              | -                |                  |                  |

- DNF: No finalizó la prueba
- DNS: No empezó la prueba
- DSC: Descalificado
- Q: Clasificado

## Baloncesto

### Masculino
Plantel
| - Juan Fernández Chávez - Franco Giorgetti - Marcos D’Elía - Federico Aguerre | - Matías Bortolín - Selem Safar - Luca Vildoza - Nicolás Romano | - Juan Manuel Fernández - Nicolás Brussino - Facundo Campazzo - Pablo Orlietti |

Resultados
| Equipo    | PJ | G | P | PF  | PC  | Dif  | Pts |
| --------- | -- | - | - | --- | --- | ---- | --- |
| Argentina | 4  | 4 | 0 | 343 | 169 | +174 | 8   |
| Chile     | 4  | 3 | 1 | 268 | 234 | +34  | 7   |
| Colombia  | 4  | 2 | 2 | 281 | 236 | +45  | 6   |
| Bolivia   | 4  | 1 | 3 | 197 | 306 | -109 | 5   |
| Ecuador   | 4  | 0 | 4 | 197 | 341 | -144 | 4   |

| 11 de marzo de 2014, 17:00         | Ecuador                            | 35 - 108                           | Argentina                       |  |
| Reporte                            |                                    |                                    |                                 |  |
| Parciales: 4-24, 8-27, 8-30, 17-27 | Parciales: 4-24, 8-27, 8-30, 17-27 | Parciales: 4-24, 8-27, 8-30, 17-27 | Centro de Olímpico II, Santiago |  |

| 12 de marzo de 2014, 15:00          | Argentina                           | 74 - 43                             | Colombia                     |  |
|                                     |                                     |                                     |                              |  |
| Parciales: 19-11, 20-9, 12-9, 23-14 | Parciales: 19-11, 20-9, 12-9, 23-14 | Parciales: 19-11, 20-9, 12-9, 23-14 | Centro Olímpico II, Santiago |  |

| 13 de marzo de 2014, 15:00           | Bolivia                              | 37 - 82                              | Argentina                    |  |
|                                      |                                      |                                      |                              |  |
| Parciales: 10-30, 4-20, 10-20, 13-12 | Parciales: 10-30, 4-20, 10-20, 13-12 | Parciales: 10-30, 4-20, 10-20, 13-12 | Centro Olímpico II, Santiago |  |

| 15 de marzo de 2014, 19:00           | Chile                                | 54 - 79                              | Argentina                    |  |
| Reporte                              |                                      |                                      |                              |  |
| Parciales: 10-15, 9-19, 17-18, 18-27 | Parciales: 10-15, 9-19, 17-18, 18-27 | Parciales: 10-15, 9-19, 17-18, 18-27 | Centro Olímpico II, Santiago |  |

Partido por la medalla de oro
| 16 de marzo de 2014, 19:00           | Argentina                            | 85 - 54                              | Chile                        |  |
|                                      |                                      |                                      |                              |  |
| Parciales: 25-4, 14-19, 20-13, 26-18 | Parciales: 25-4, 14-19, 20-13, 26-18 | Parciales: 25-4, 14-19, 20-13, 26-18 | Centro Olímpico II, Santiago |  |

- Posición final:

### Femenino
Plantel
| - Julieta Armesto - Victoria Llorente - Sandra Pavón - Natacha Pérez | - Erica Sánchez - Melisa Cejas - Sofía Castillo - Ornella Santana | - Sthefany Thomas - Celia Fiorotto - Andrea Boquete - Nadia Flores |

Resultados
| Equipo    | PJ | G | P | PF  | PC  | Dif  | Pts |
| --------- | -- | - | - | --- | --- | ---- | --- |
| Argentina | 5  | 5 | 0 | 453 | 255 | +198 | 10  |
| Chile     | 5  | 4 | 1 | 361 | 380 | -19  | 9   |
| Colombia  | 5  | 3 | 2 | 339 | 301 | +38  | 8   |
| Paraguay  | 5  | 2 | 3 | 330 | 403 | -73  | 7   |
| Ecuador   | 5  | 1 | 4 | 283 | 299 | -16  | 6   |
| Bolivia   | 5  | 0 | 5 | 294 | 422 | -128 | 5   |

| 11 de marzo de 2014, 15:00           | Colombia                             | 48 - 75                              | Argentina                    |  |
| Reporte                              |                                      |                                      |                              |  |
| Parciales: 7-21, 15-11, 16-21, 10-22 | Parciales: 7-21, 15-11, 16-21, 10-22 | Parciales: 7-21, 15-11, 16-21, 10-22 | Centro Olímpico II, Santiago |  |

| 12 de marzo de 2014, 17:00           | Argentina                            | 63 - 54                              | Ecuador                      |  |
| Reporte                              |                                      |                                      |                              |  |
| Parciales: 16-9, 17-23, 11-12, 19-10 | Parciales: 16-9, 17-23, 11-12, 19-10 | Parciales: 16-9, 17-23, 11-12, 19-10 | Centro Olímpico II, Santiago |  |

| 13 de marzo de 2014, 17:00           | Paraguay                             | 47 - 95                              | Argentina                    |  |
| Reporte                              |                                      |                                      |                              |  |
| Parciales: 13-17, 19-24, 1-27, 14-27 | Parciales: 13-17, 19-24, 1-27, 14-27 | Parciales: 13-17, 19-24, 1-27, 14-27 | Centro Olímpico II, Santiago |  |

| 14 de marzo de 2014, 13:00          | Argentina                           | 113 - 49                            | Bolivia                      |  |
| Reporte                             |                                     |                                     |                              |  |
| Parciales: 25-19, 28-14, 26-7, 34-9 | Parciales: 25-19, 28-14, 26-7, 34-9 | Parciales: 25-19, 28-14, 26-7, 34-9 | Centro Olímpico II, Santiago |  |

| 15 de febrero de 2014, 21:00         | Chile                                | 57 - 107                             | Argentina                    |  |
| Reporte                              |                                      |                                      |                              |  |
| Parciales: 18-27, 14-28, 8-30, 17-22 | Parciales: 18-27, 14-28, 8-30, 17-22 | Parciales: 18-27, 14-28, 8-30, 17-22 | Centro Olímpico II, Santiago |  |

Partido por la medalla de oro
| 16 de marzo de 2014, 21:00                       | Argentina                                        | 85 - 80                                          | Chile                        |  |
|                                                  |                                                  |                                                  |                              |  |
| Parciales: 24-14, 10-15, 17-26, 20-16 (OT: 14-9) | Parciales: 24-14, 10-15, 17-26, 20-16 (OT: 14-9) | Parciales: 24-14, 10-15, 17-26, 20-16 (OT: 14-9) | Centro Olímpico II, Santiago |  |

- Posición final:

## Boxeo

### Masculino
| Boxeadores         | Evento          | Ronda Preliminar           | Cuartos de final       | Semifinales         | Final                   | Posición          |           |
| Boxeadores         | Evento          | Rival Resultado            | Rival Resultado        | Rival Resultado     | Rival Resultado         | Posición          |           |
| ------------------ | --------------- | -------------------------- | ---------------------- | ------------------- | ----------------------- | ----------------- | --------- |
| Fernando Martínez  | -52kg masculino |                            |                        | E. Bermúdez P 1 - 2 | No avanzó               | Medalla de bronce |           |
| Ezequiel Meilan    | -56kg masculino | S. Padilla P 1 - 2         | No avanzó              | No avanzó           | No avanzó               | No avanzó         |           |
| Brian Núñez        | -60kg masculino |                            |                        |                     |                         | Medalla de bronce |           |
| Alberto Palmetta   | -64kg masculino | C. Díaz Caro G 2 - 1       |                        |                     |                         | Medalla de bronce |           |
| Luis Alberto Veron | -69kg masculino | J. Renteria Mestra P 1 - 2 | No avanzó              | No avanzó           | No avanzó               | No avanzó         | No avanzó |
| Yamil Peralta Jara | -91kg masculino |                            | J. C. Castillo G 2 - 1 | R. Carbajal G 3 - 0 | M. Veliz Correa G 2 - 1 | Medalla de oro    |           |
| Facundo Ghiglione  | +91kg masculino |                            |                        | D. Quintero P KO    | No avanzó               | Medalla de bronce |           |

### Femenino
| Boxeadores     | Evento         | Ronda Preliminar | Cuartos de final | Semifinales         | Final              | Posición          |
| Boxeadores     | Evento         | Rival Resultado  | Rival Resultado  | Rival Resultado     | Rival Resultado    | Posición          |
| -------------- | -------------- | ---------------- | ---------------- | ------------------- | ------------------ | ----------------- |
| Clara Lescurat | -51kg femenino |                  |                  |                     |                    | Medalla de bronce |
| Dayana Sánchez | -60kg femenino |                  | N. Matus G 3 - 0 | L. Da Silva G 3 - 0 | J. Cáceres P 1 - 2 | Medalla de plata  |
| Lourdes Alonso | -75kg femenino |                  | A. Bylon P 0 - 3 | No avanzó           | No avanzó          | No avanzó         |

## Canotaje

### Masculino
| Atletas                                                     | Evento               | Final    | Final             |
| Atletas                                                     | Evento               | Tiempo   | Posición          |
| ----------------------------------------------------------- | -------------------- | -------- | ----------------- |
| Daniel Dal-Bo                                               | K-1 1000 m masculino | 3:38.401 | Medalla de oro    |
| Rubén Rézola                                                | K-1 200 m masculino  | 33.640   | Medalla de bronce |
| Juan Cáceres Pablo de Torres                                | K2 1000 m masculino  | 3:16.588 | Medalla de oro    |
| Miguel Correa Rubén Rezola                                  | K2 200 m masculino   | 30.874   | Medalla de oro    |
| Daniel Dal-Bo Juan Cáceres Gonzalo Carreras Pablo de Torres | K4 1000 m masculino  | 2:49.800 | Medalla de oro    |
| Facundo Pagiola                                             | C1 1000 m masculino  | 4:18.652 | 4º                |
| Tomás Bralo                                                 | C1 200 m masculino   | 47.093   | 8º                |
| Tomás Bralo Thomas Lauria                                   | C2 1000 m masculino  | 4:23.909 | 8º                |

### Femenino
| Atletas                               | Evento            | Final    | Final            |
| Atletas                               | Evento            | Tiempo   | Posición         |
| ------------------------------------- | ----------------- | -------- | ---------------- |
| Alexandra Keresztesi                  | K1 500m femenino  | 1:57.140 | Medalla de plata |
| Sabrina Ameghino                      | K1 200 m femenino | 39.351   | Medalla de oro   |
| Sabrina Ameghino Alexandra Keresztesi | K2 500m femenino  | 1:46.953 | Medalla de oro   |
| Pamela Basualdo                       | C1 200 m femenino | 1:02.319 | 5º               |

## Ciclismo

### Ciclismo en ruta

#### Masculino
| Josué Moyano     | Ruta individual masculino | 04:22:52 | 5°  |    |    |    |    |    |
| Mauro Richeze    | Ruta individual masculino | 04:28:43 | 19° |    |    |    |    |    |
| Sergio Godoy     | Ruta individual masculino | 04:28:43 | 19° |    |    |    |    |    |
| Leandro Messineo | Ruta individual masculino | NT       | NT  | NT | NT | NT | NT | NT |
| Adrián Richeze   | Ruta individual masculino | NT       | NT  | NT | NT | NT | NT | NT |
| Facundo Lezica   | Ruta individual masculino | NT       | NT  | NT | NT | NT | NT | NT |
| Facundo Lezica   | Contrarreloj masculino    | 57:03.97 | 7º  |    |    |    |    |    |
| Leandro Messineo | Contrarreloj masculino    | 57:11.39 | 8°  |    |    |    |    |    |

#### Femenino
| Inés Gutiérrez   | Ruta individual femenino | 02:02:31 | 16° |    |    |    |    |    |
| Julia Sánchez    | Ruta individual femenino | 02:02:35 | 22° |    |    |    |    |    |
| Cristina Greve   | Ruta individual femenino | 02:03:11 | 26° |    |    |    |    |    |
| Florencia Guzmán | Ruta individual femenino | 02:03:34 | 27° |    |    |    |    |    |
| Natasha Jaworski | Ruta individual femenino | NT       | NT  | NT | NT | NT | NT | NT |
| Mariela Delgado  | Ruta individual femenino | NT       | NT  | NT | NT | NT | NT | NT |
| Cristina Greve   | Contrarreloj femenino    | 32:43:19 | 5º  |    |    |    |    |    |
| Inés Gutiérrez   | Contrarreloj femenino    | 32:50:12 | 6°  |    |    |    |    |    |

- NT: No terminó

### Ciclismo de pista
| Atletas                                                                    | Evento                            | Clasificación           | Clasificación | Octavos de final       | Repechaje                         | Cuartos de final                                          | Semifinales            | Final                          | Final            |
| Atletas                                                                    | Evento                            | Tiempo Velocidad (km/h) | Posición      | Rival Tiempo Velocidad | Rival Tiempo Velocidad            | Rival Tiempo Velocidad                                    | Rival Tiempo Velocidad | Rival Tiempo Velocidad         | Posición         |
| -------------------------------------------------------------------------- | --------------------------------- | ----------------------- | ------------- | ---------------------- | --------------------------------- | --------------------------------------------------------- | ---------------------- | ------------------------------ | ---------------- |
| Leandro Botasso                                                            | Velocidad individual masculino    | 10.097                  | 5º Q          | Y. Araujo P REL        | J. Intriago Andrés Silva G 10.912 | Ronda del 5º-8º puesto K. Fonseca S. Ramírez Y. Araujo P  | No avanzó              | No avanzó                      | 7º               |
| Pablo Perruchoud                                                           | Velocidad individual masculino    | 10.232                  | 7º Q          | J. Tjon P              | K. Fonseca C. Samaniego P         | No avanzó                                                 | No avanzó              | No avanzó                      | 9º               |
| Leandro Botasso Pablo Perruchoud Matias Gatto                              | Velocidad por equipos masculino   | 45.552                  | 4º            |                        |                                   |                                                           |                        | Por la medalla de oro 45.703   | 4º               |
| Adrián Richeze Mauro Richeze Mauro Agostini Juan Dario Merlos Walter Pérez | Persecución por Equipos Masculino | 4:08.779                | 2º Q          |                        |                                   |                                                           |                        | Por la medalla de oro 4:07.343 | Medalla de plata |
| Deborah Coronel                                                            | Velocidad individual femenino     | 11.959                  | 5º            |                        |                                   | Ronda del 5º-8º puesto G. Yumi W. Dos Santos I. Aravena P | No avanzó              | No avanzó                      | 8º               |
| Mariela Delgado                                                            | Velocidad individual femenino     | 12.631                  | 10º           | No avanzó              | No avanzó                         | No avanzó                                                 | No avanzó              | No avanzó                      | 10º              |
| Deborah Coronel Mariela Delgado                                            | Velocidad por equipos femenino    | 38.073                  | 5º            | No avanzó              | No avanzó                         | No avanzó                                                 | No avanzó              | No avanzó                      | 5º               |

- Q: Clasificado
- G: Supera la ronda
- P: No pudo avanzar

#### Keirin
| Atletas          | Evento           | Primera ronda | Repechaje | Final              |
| Leandro Botasso  | Keirin masculino | 3° R          | 1° Q      | Medalla de bronce  |
| Pablo Perruchoud | Keirin masculino | 6° REL        | 6° REL    | 11º (7º-12º lugar) |
| Deborah Coronel  | Keirin femenino  | 5° R          | 3°        | 8º (7º-12º lugar)  |
| Mariela Delgado  | Keirin femenino  | 3° R          | 1° Q      | 6º                 |

- Q: Clasificado a la siguiente ronda.
- R: Al repechaje.
- REL: Relegado.

#### Omnium
| Ciclistas      | Evento           | Vuelta lanzada Tiempo Posición | Carreras por puntos Puntos Posición | Carrera de eliminación Posición | Persecución Tiempo  | Scratch Race Tiempo | Contrarreloj Tiempo | Final Posición |
| -------------- | ---------------- | ------------------------------ | ----------------------------------- | ------------------------------- | ------------------- | ------------------- | ------------------- | -------------- |
| Adrian Richeze | Omnium masculino | 13.836 6º                      | -33 11°                             | 4°                              | 4:39.357 7º         | 1 vuelta perdida 6° | DSQ                 | 63 11º         |
| Mauro Richeze  | Omnium masculino | 13.712 5°                      | 13 5°                               | 4°                              | 1 vuelta perdida 6° | 1:06.360 3º         | 38.198 7°           | 28 5°          |

### Ciclismo de montaña

#### Masculino
| Atletas      | Evento                  | Tiempo   | Posición          |
| ------------ | ----------------------- | -------- | ----------------- |
| Catriel Soto | Cross-country masculino | 01:25:13 | Medalla de bronce |

#### Femenino
| Atletas        | Evento                 | Tiempo   | Posición       |
| -------------- | ---------------------- | -------- | -------------- |
| Agustina Apaza | Cross-country femenino | 01:26:22 | Medalla de oro |
| Inés Gutiérrez | Cross-country femenino | 01:33:31 | 5º             |

### Ciclismo BMX
BMX
| Ciclistas           | Evento        | Carrera clasificatoria 1 | Carrera clasificatoria 1 | Carrera clasificatoria 2 | Carrera clasificatoria 2 | Carrera clasificatoria 3 | Carrera clasificatoria 3 | Clasificación | Final     | Final             |
| Ciclistas           | Evento        | Tiempo                   | Puntos                   | Tiempo                   | Puntos                   | Tiempo                   | Puntos                   | Puntos        | Tiempo    | Posición          |
| ------------------- | ------------- | ------------------------ | ------------------------ | ------------------------ | ------------------------ | ------------------------ | ------------------------ | ------------- | --------- | ----------------- |
| Federico Villegas   | BMX masculino | 31.350                   | 1                        | 34.050                   | 1                        | 33.610                   | 1                        | 3 Q           | 34.590    | Medalla de plata  |
| Ernesto Pizarro     | BMX masculino | 1:31.290                 | 6                        | 36.930                   | 4                        | 44.080                   | 6                        | 16            | No avanzó | No avanzó         |
| Gonzalo Molina      | BMX masculino | 39.490                   | 5                        | 34.650                   | 2                        | 35.140                   | 4                        | 11 Q          | 37.480    | Medalla de bronce |
| César Montenegro    | BMX masculino | NT                       | 8                        | 34.930                   | 3                        | 1:11.610                 | 8                        | 19            | No avanzó | No avanzó         |
| María Gabriela Díaz | BMX femenino  | 36.730                   | 1                        | 38.720                   | 1                        | 38.660                   | 1                        | 3 Q           | 37.160    | Medalla de bronce |
| Mariana Díaz        | BMX femenino  | 39.120                   | 2                        | 38.610                   | 2                        | 39.980                   | 2                        | 6 Q           | 37.410    | 4º                |

Contrarreloj
| Ciclistas           | Evento                 | Carrera clasificatoria | Carrera clasificatoria | Clasificación | Final  | Final             |
| Ciclistas           | Evento                 | Tiempo                 | Posición               | Clasificación | Tiempo | Posición          |
| ------------------- | ---------------------- | ---------------------- | ---------------------- | ------------- | ------ | ----------------- |
| Federico Villegas   | Contrarreloj masculino | 34.244                 | 6.º lugar              | Clasificado   | 34.204 | 6º                |
| César Montenegro    | Contrarreloj masculino | 34.066                 | 4.º lugar              | Clasificado   | 33.786 | Medalla de bronce |
| Gonzalo Molina      | Contrarreloj masculino | 34.596                 | 8.º lugar              | Clasificado   | 34.430 | 7º                |
| Ernesto Pizarro     | Contrarreloj masculino | 34.579                 | 7.º lugar              | Clasificado   | 34.817 | 8º                |
| María Gabriela Díaz | Contrarreloj femenino  |                        |                        |               | 38.330 | Medalla de plata  |
| Mariana Díaz        | Contrarreloj femenino  |                        |                        |               | 38.576 | 4º                |

## Esgrima

### Masculino
| Esgrimistas                                                  | Evento                        | Ronda preliminar      | Ronda de 16           | Cuartos de final      | Semifinales            | Final                 | Posición         |           |
| Esgrimistas                                                  | Evento                        | G-P                   | Rival Resultado       | Rival Resultado       | Rival Resultado        | Rival Resultado       | Posición         |           |
| ------------------------------------------------------------ | ----------------------------- | --------------------- | --------------------- | --------------------- | ---------------------- | --------------------- | ---------------- | --------- |
| José Domínguez                                               | Espada masculino              | 4 G - 2 P (4.º lugar) | N. Palza G 15 - 6     | J. Lugones G 15 - 9   | P. Inostroza G 15 - 11 | F. Limardo G 15 - 12  | Medalla de oro   |           |
| Jesús Lugones                                                | Espada masculino              | 4 G - 2 P (4.º lugar) | R. Morales G 15 - 8   | J. Domínguez P 9 - 15 | No avanzó              | No avanzó             | No avanzó        |           |
| José Domínguez Jesús Lugones Carlos Covani Gedeon Gáspár     | Espada por equipos masculino  |                       |                       |                       | Chile · G 14 - 12      | Venezuela · P 35 - 45 | Medalla de plata |           |
| Pascual Di Tella                                             | Sable masculino               | 2 G - 3 P (7.º lugar) | T. Guzenski G 15 - 11 | H. Jansen P 14 - 15   | No avanzó              | No avanzó             | No avanzó        |           |
| Ricardo Bustamante                                           | Sable masculino               | 5 G - 0 P (1.º lugar) | I. Vázquez P 12 - 15  | No avanzó             | No avanzó              | No avanzó             | No avanzó        |           |
| Felipe Saucedo                                               | Florete masculino             | 4 G - 1 P (4.º lugar) | J. Culasso G 15 - 5   | F. Scavasin P 9 - 15  | No avanzó              | No avanzó             | No avanzó        |           |
| Federico Müller                                              | Florete masculino             | 3 G - 2 P (7.º lugar) | L. Núñez P 8 - 15     | No avanzó             | No avanzó              | No avanzó             | No avanzó        |           |
| Felipe Saucedo Federico Müller Ricardo Ristori Ramiro Tasada | Florete por equipos masculino |                       |                       | Venezuela · P 25 - 45 | No avanzó              | No avanzó             | No avanzó        | No avanzó |

### Femenino
| Esgrimistas                                                    | Evento                       | Ronda preliminar       | Ronda de 16            | Cuartos de final       | Semifinales           | Final                                        | Posición          |
| Esgrimistas                                                    | Evento                       | G-P                    | Rival Resultado        | Rival Resultado        | Rival Resultado       | Rival Resultado                              | Posición          |
| -------------------------------------------------------------- | ---------------------------- | ---------------------- | ---------------------- | ---------------------- | --------------------- | -------------------------------------------- | ----------------- |
| Isabel Di Tella                                                | Espada femenino              | 5 G - 0 P (1.º lugar)  |                        | Y. Jiménez G 15 - 4    | M. Martínez P 12 - 13 | No avanzó                                    | Medalla de bronce |
| Elida Agüero                                                   | Espada femenino              | 4 G - 1 P (3.º lugar)  | P. Montecinos P 9 - 11 | No avanzó              | No avanzó             | No avanzó                                    | No avanzó         |
| Elida Agüero Isabel Di Tella Andrea Chiuchich Stefania Urania  | Espada por equipos femenino  |                        |                        |                        | Venezuela · P 37 - 38 | Por la medalla de bronce · Chile · P 45 - 40 | Medalla de bronce |
| Adriana Attar                                                  | Sable femenino               | 3 G - 2 P (4.º lugar)  | K. Lakerbai P 9 - 15   | No avanzó              | No avanzó             | No avanzó                                    | No avanzó         |
| María Belén Pérez Maurice                                      | Sable femenino               | 5 G - 0 P (2.º lugar)  |                        | S. Rodríguez G 14 - 12 | E. Ugo P 14 - 15      | No avanzó                                    | Medalla de bronce |
| Alejandra Carbone                                              | Florete femenino             | 1 G - 4 P (10.º lugar) | T. Rochel P 7 - 15     | No avanzó              | No avanzó             | No avanzó                                    | No avanzó         |
| Flavia Mormandi                                                | Florete femenino             | 5 G - 0 P (2.º lugar)  |                        | T. Rochel G 15 - 9     | L. Rivero G 15 - 9    | P. Silva P 9 - 10                            | Medalla de plata  |
| Flavia Mormandi Alejandra Carbone Delfina Ibáñez Ludmila Terni | Florete por equipos femenino |                        |                        |                        | Venezuela · P 39 - 40 | Por la medalla de bronce · Chile · G 45 - 26 | Medalla de bronce |

## Esquí acuático

### Masculino
| Evento              | Esquiadores           | Semifinal     | Semifinal | Final         | Final             |
| Evento              | Esquiadores           | Puntos        | Posición  | Puntos        | Posición          |
| ------------------- | --------------------- | ------------- | --------- | ------------- | ----------------- |
| Figuras masculino   | Jorge Ignacio Renosto | 9030          | 1 Q       | 8270          | Medalla de bronce |
| Figuras masculino   | Agustín Patricio      | 4610          | 3 Q       | 4260          | 5º                |
| Slalom masculino    | Agustín Patricio      | 5.00-58-12.00 | 10        | No clasificó  | No clasificó      |
| Slalom masculino    | Martín Malarczuk      | 1.00-58-10.75 | 1 Q       | 4.50-58-11.25 | Medalla de plata  |
| Salto masculino     | Agustín Patricio      | 37.0          | 6 Q       | 39.4          | 6º                |
| Overall masculino   | Agustín Patricio      |               |           | 1562.04       | 5º                |
| Wakeboard masculino | Alejo de Plama        | 64.22         | 3 Q       | 76.11         | Medalla de bronce |
| Wakeboard masculino | Ezequiel de Palma     | 25.00         | 8         | No avanzó     | No avanzó         |

### Femenino
| Evento             | Esquiadores        | Semifinal     | Semifinal | Final         | Final          |
| Evento             | Esquiadores        | Puntos        | Posición  | Puntos        | Posición       |
| ------------------ | ------------------ | ------------- | --------- | ------------- | -------------- |
| Figuras femenino   | Lorena Botana      | 4560          | 3 Q       | 4480          | 5º             |
| Figuras femenino   | Terhi Gisler       | 3490          | 7         | No avanzó     | No avanzó      |
| Figuras femenino   | Valentina Patricio | 2340          | 10        | No avanzó     | No avanzó      |
| Slalom femenino    | Valentina Patricio | 6.00-55-16.00 | 8         | No clasificó  | No clasificó   |
| Slalom femenino    | Terhi Gisler       | 3.50-55-16.00 | 9         | No clasificó  | No clasificó   |
| Salto femenino     | Valentina Patricio | 18.4          | 7         | No clasificó  | No clasificó   |
| Salto femenino     | Terhi Gisler       | 15.7          | 8         | No clasificó  | No clasificó   |
| Wakeboard femenino | Roberta Rendo      | 86.00         | 1 Q       | 90.67         | Medalla de oro |
| Wakeboard femenino | Victoria de Armas  | 84.67         | 2 Q       | Descalificada | Descalificada  |

## Equitación
Jinetes
- María Florencia Manfredi
- Jacqueline Posse
- Vera Protzen
- Justo Carlos Albarracín
- Luis Pedro Biraben
- Alexis Trosch
- Martín Dopazo
- Felipe Fuentes
- Hugo César Lopardo Grana

## Fútbol

### Masculino
Plantel
| - Franco Petroli - Julián Chicco - Luca Ferraz Vila - Federico Bonansea - Tiago Ruiz Díaz - Franco Ramos | - Naim Molina - Brian Gauna - Tomás Conechny - Matias Roskopf - Julian Ferreyra - Luis Olivera | - Bruno Fernández - Gonzalo Gómez - Facundo Pardo - Gianluca Mancuso - Exequiel Palacios - Federico Vietto |

Resultados
| Equipo    | Pts | PJ | PG | PE | PP | GF | GC | Dif |
| --------- | --- | -- | -- | -- | -- | -- | -- | --- |
| Argentina | 6   | 2  | 2  | 0  | 0  | 7  | 3  | 4   |
| Colombia  | 3   | 2  | 1  | 0  | 1  | 5  | 3  | 2   |
| Perú      | 0   | 2  | 0  | 0  | 2  | 3  | 9  | -6  |

| 11 de marzo de 2014, 18:00 | Argentina                                                                                | 5:2 (5:0) | Perú                                         | Estadio Bicentenario Municipal de La Florida, Santiago |  |
|                            | Lucas Ferraz Vila 5' · Federico Vietto 26' 38' · Matías Roskopf 28' · Tomás Conechny 41' | Reporte   | Jesús Mendieta 60' · Luis Ibérico 66' (pen.) |                                                        |  |

| 13 de marzo de 2014, 18:00 | Colombia           | 1:2 (0:0) | Argentina                               | Estadio Bicentenario Municipal de La Florida, Santiago |  |
|                            | Edward Bolaños 88' | [http://info.santiago2014.cl/ESP/FB/FBR173A_SC2014FBM400303ESP.htm (enlace roto disponible en Internet Archive; véase el historial, la primera versión y la última). Reporte] | Tomás Conechny 83' · Matías Roskopf 86' |                                                        |  |

Semifinales
| 15 de marzo de 2014, 18:00 | Argentina         | 1:0 (1:0) | Ecuador | Estadio Bicentenario Municipal de La Florida, Santiago de Chile |  |
|                            | Matías Roskopf 5' | Reporte   |         |                                                                 |  |

Partido por la medalla de oro
| 17 de marzo de 2014, 20:00 | Argentina             | 1:2 (0:1) | Colombia                             | Estadio Bicentenario Municipal de La Florida, Santiago de Chile |  |
|                            | Gianluca Mancusso 73' | Reporte   | Ronaldo Ariza 6' · Jesús Marimón 82' |                                                                 |  |

- Posición final:

### Femenino
Plantel
| - Elisabeth Minnig - Estefanía Banini - Florencia Bonsegundo - Camila Roma - Camila Gómez Ares - Mercedes Pereyra | - Yael Oviedo - Aldana Cometti - Micaela Cabrera - Florencia Quiñones - Cecilia Ghigo - Noelia Espíndola | - Agustina Barroso - Fabiana Vallejos - Adriana Sachs - Vanesa Santana - Mariana Larroquette - Soledad Jaimes |

Resultados
| Equipo    | Pts | PJ | PG | PE | PP | GF | GC | Dif |
| --------- | --- | -- | -- | -- | -- | -- | -- | --- |
| Chile     | 6   | 2  | 2  | 0  | 0  | 3  | 0  | 3   |
| Argentina | 3   | 2  | 1  | 0  | 1  | 4  | 1  | 3   |
| Bolivia   | 0   | 2  | 0  | 0  | 2  | 0  | 6  | -6  |

| 8 de marzo de 2014, 20:00 | Chile      | 1:0 (1:0) | Argentina | Estadio Bicentenario Municipal de La Florida, Santiago, Chile |  |
|                           | Moroso 25' | [«Copia archivada». Archivado desde el original el 9 de marzo de 2014. Consultado el 16 de noviembre de 2014. color= P Reporte] |           |                                                               |  |

| 10 de marzo de 2014, 18:00 | Argentina                                  | 4:0 (2:0) | Bolivia | Estadio Bicentenario Municipal de La Florida, Santiago, Chile |  |
|                            | Quiñones 8' · Banini 36' 56' · Pereyra 85' | Reporte   |         |                                                               |  |

Semifinales
| 14 de marzo de 2014, 18:00 | Brasil                                  | 0:0 (4:5 p.)               | Argentina                                            | Estadio Bicentenario Municipal de La Florida, Santiago |  |
|                            |                                         | Reporte                    |                                                      |                                                        |  |
|                            |                                         | Tiros desde el punto penal |                                                      |                                                        |  |
|                            | Cristiane · Bia Vaz · Tamires · Poliana |                            | Vallejos · Larroquete · Banini · Espíndola · Pereyra |                                                        |  |

Partido por la medalla de oro
| 16 de marzo de 2014, 20:00 | Chile      | 1:2 (0:1) | Argentina                 | Estadio Bicentenario Municipal de La Florida, Santiago |  |
|                            | Arraya 52' | Reporte   | Banini 45+1' · Oviedo 69' |                                                        |  |

- Posición final:

## Futsal
| Equipo    | Pts | PJ | PG | PE | PP | GF | GC | Dif |
| --------- | --- | -- | -- | -- | -- | -- | -- | --- |
| Brasil    | 15  | 5  | 5  | 0  | 0  | 11 | 2  | +9  |
| Argentina | 12  | 5  | 4  | 0  | 1  | 15 | 8  | +7  |
| Colombia  | 7   | 5  | 2  | 1  | 2  | 12 | 9  | +3  |
| Paraguay  | 6   | 5  | 2  | 0  | 3  | 10 | 19 | -9  |
| Uruguay   | 2   | 5  | 0  | 2  | 3  | 9  | 14 | -5  |
| Chile     | 1   | 5  | 0  | 1  | 4  | 8  | 13 | -5  |

| 13 de marzo de 2014, 16:00 | Chile | 1:2 | Argentina | Gimnasio Chimkowe, Santiago de Chile |  |

| 14 de marzo de 2014, 20:45 | Argentina | 6:1 | Paraguay | Gimnasio Chimkowe, Santiago de Chile |  |

| 15 de marzo de 2014, 20:45 | Argentina | 3:1 | Uruguay | Gimnasio Chimkowe, Santiago de Chile |  |

| 16 de marzo de 2014, 20:45 | Brasil | 2:0 | Argentina | Gimnasio Chimkowe, Santiago de Chile |  |

| 17 de marzo de 2014, 18:15 | Colombia | 3:4 | Argentina | Gimnasio Chimkowe, Santiago de Chile |  |

- Posición:

## Gimnasia

### Gimnasia artística

#### Hombres
Clasificación individual y finales por equipo
| Gimnastas                                            | Evento                        | Aparato | Aparato             | Aparato | Aparato | Aparato          | Aparato    | Clasificación | Clasificación | Final   | Final             |
| Gimnastas                                            | Evento                        | Piso    | Caballo con arzones | Anillos | Saltos  | Barras paralelas | Barra fija | Total         | Posición      | Total   | Posición          |
| ---------------------------------------------------- | ----------------------------- | ------- | ------------------- | ------- | ------- | ---------------- | ---------- | ------------- | ------------- | ------- | ----------------- |
| Osvaldo Martínez Erazun                              | Concurso completo individual  | 13.500  | 12.700              | 13.750  | 13.950  | 14.750           | 13.450     | 82.100        | 7°            |         |                   |
| Mauro Martínez                                       | Concurso completo individual  | 14.300  | 13.050              | 13.350  | 14.400  | 13.500           | -          | 68.600        | 15º           |         |                   |
| Nicolás Córdoba                                      | Concurso completo individual  | 13.400  | 13.600              | 13.400  | -       | 13.750           | 14.350     | 68.500        | 16º           |         |                   |
| Sebastián Melchori                                   | Concurso completo individual  | 14.300  | 13.000              | 12.600  | 13.400  | -                | 13.400     | 66.700        | 20º           |         |                   |
| Andrés Arean                                         | Concurso completo individual  | 12.850  | 13.500              | -       | 14.300  | 13.500           | 9.850      | 64.000        | 23º           |         |                   |
| Federico Molinari                                    | Concurso completo individual  |         |                     | 15.250  |         | 14.250           | 13.050     | 42.550        | 31º           |         |                   |
| Total por equipos Cuatro mejores puntajes por prueba | Concurso completo por equipos | 55.500  | 53.150              | 55.750  | 56.050  | 56.250           | 54.250     |               |               | 330.950 | Medalla de bronce |

- En cursiva, los puntajes marginados.

Finales individuales
| Evento                         | Gimnastas               | Final  | Final               | Final   | Final  | Final            | Final      | Final  | Final             |
| Evento                         | Gimnastas               | Piso   | Caballo con arzones | Anillos | Saltos | Barras paralelas | Barra fija | Total  | Posición          |
| ------------------------------ | ----------------------- | ------ | ------------------- | ------- | ------ | ---------------- | ---------- | ------ | ----------------- |
| Piso masculino                 | Mauro Martínez          | 14.433 |                     |         |        |                  |            | 14.433 | 4º                |
| Piso masculino                 | Sebastián Melchori      | 14.400 |                     |         |        |                  |            | 14.400 | 6º                |
| Caballos con arzones masculino | Andrés Arean            |        | 12.266              |         |        |                  |            | 12.266 | 7º                |
| Caballos con arzones masculino | Nicolás Córdoba         |        | 11.966              |         |        |                  |            | 11.966 | 8º                |
| Anillos masculino              | Federico Molinari       |        |                     | 15.300  |        |                  |            | 15.300 | Medalla de plata  |
| Anillos masculino              | Osvaldo Martínez Erazun |        |                     | 13.825  |        |                  |            | 13.825 | 6º                |
| Salto masculino                | Mauro Martínez          |        |                     |         | 14.300 |                  |            | 14.300 | 4º                |
| Barras paralelas masculino     | Osvaldo Martínez        |        |                     |         |        | 14.600           |            | 14.600 | 5º                |
| Barras paralelas masculino     | Federico Molinari       |        |                     |         |        | 14.000           |            | 14.000 | 7º                |
| Barra fija masculino           | Osvaldo Martínez Erazun |        |                     |         |        |                  | 14.283     | 14.283 | Medalla de bronce |
| Barra fija masculino           | Nicolás Córdoba         |        |                     |         |        |                  | 14.641     | 14.641 | Medalla de plata  |

#### Mujeres
Clasificación individual y finales por equipo
| Gimnastas                                            | Evento                        | Aparato | Aparato            | Aparato            | Aparato | Clasificación | Clasificación | Final   | Final    |
| Gimnastas                                            | Evento                        | Salto   | Barras asimétricas | Viga de equilibrio | Piso    | Total         | Posición      | Total   | Posición |
| ---------------------------------------------------- | ----------------------------- | ------- | ------------------ | ------------------ | ------- | ------------- | ------------- | ------- | -------- |
| Merlina Galera                                       | Concurso completo individual  | 13.650  | 10.950             | 12.150             | 13.050  | 49.800        | 9°            |         |          |
| Camila Klesa                                         | Concurso completo individual  | 13.450  | 11.800             | 12.500             | 11.950  | 49.700        | 10º           |         |          |
| Camila Ambrosio                                      | Concurso completo individual  | 13.700  | 9.800              | 12.850             | 13.050  | 49.400        | 11º           |         |          |
| Ailén Valente                                        | Concurso completo individual  | 13.600  | 11.850             | -                  | 12.700  | 38.150        | 26º           |         |          |
| Natalia Calcagno                                     | Concurso completo individual  | 13.550  | 9.400              | 10.950             | -       | 33.900        | 27º           |         |          |
| Paloma Guerrero                                      | Concurso completo individual  |         |                    | 13.100             | 12.250  | 25.350        | 32º           |         |          |
| Total por equipos Cuatro mejores puntajes por prueba | Concurso completo por equipos | 54.500  | 44.400             | 50.600             | 51.050  |               |               | 200.550 | 4º       |

- En cursiva, los puntajes marginados.

Finales individuales
| Salto femenino              | Camila Ambrosio | 13.049 |        |        |        | 13.049 | 5º |
| Salto femenino              | Ailén Valente   | 12.849 |        |        |        | 12.849 | 8º |
| Barras asimétricas femenino | Ailén Valente   |        | 11.866 |        |        | 11.866 | 6º |
| Barras asimétricas femenino | Camila Klesa    |        | 11.566 |        |        | 11.566 | 8º |
| Viga de Equilibrio Femenino | Camila Ambrosio |        |        | 12.333 |        | 12.333 | 6º |
| Viga de Equilibrio Femenino | Paloma Guerrero |        |        | 12.200 |        | 12.200 | 7º |
| Piso femenino               | Merlina Galera  |        |        |        | 13.100 | 13.100 | 6º |
| Piso femenino               | Camila Ambrosio |        |        |        | 12.966 | 12.966 | 7º |

### Gimnasia rítmica
| Gimnasta          | Evento                       | Final  | Final  | Final  | Final  | Final  | Final             |
| Gimnasta          | Evento                       | Aro    | Pelota | Pinos  | Cinta  | Total  | Posición          |
| ----------------- | ---------------------------- | ------ | ------ | ------ | ------ | ------ | ----------------- |
| Milagros Carrasco | Concurso completo individual | 14.467 | 14.600 | 14.133 | 14.167 | 57.367 | Medalla de bronce |
| Milagros Carrasco | Aro                          | 14.617 |        |        |        | 14.617 | Medalla de plata  |
| Milagros Carrasco | Pelota                       |        | 12.883 |        |        | 12.883 | 4°                |
| Milagros Carrasco | Pino                         |        |        | 14.350 |        | 14.350 | Medalla de oro    |
| Milagros Carrasco | Cinta                        |        |        |        | 14.117 | 14.117 | Medalla de bronce |
| Camila Giorgi     | Concurso completo individual | -      | 13.542 | 12.958 | -      | 26.500 | 14°               |
| Camila Giorgi     | Pelota                       |        | 12.942 |        |        | 12.942 | Medalla de bronce |
| Camila Giorgi     | Pino                         |        |        | 12.800 |        | 12.800 | 4º                |
| Ayelén Páez       | Concurso completo individual | 12.733 | -      | -      | 12.683 | 25.416 | 15º               |
| Ayelén Páez       | Aro                          | 13.350 |        |        |        | 13.350 | 4º                |
| Evelyn Mast       | Concurso completo individual | 11.817 | 11.117 | 12.300 | 13.600 | 48.834 | 5º                |
| Evelyn Mast       | Cinta                        |        |        |        | 10.492 | 10.492 | 8º                |

## Golf

### Masculino
| Golfistas        | Evento               | Ronda 1 | Ronda 2  | Ronda 3 | Ronda 4 | Total   | Total |
| Golfistas        | Evento               | Puntos  | Posición | Puntos  | Total   | Puntaje | Total |
| ---------------- | -------------------- | ------- | -------- | ------- | ------- | ------- | ----- |
| Rafael Echenique | Individual masculino | 74      | 71       | 71      | 75      | 291     | 6º    |
| Alan Wagner      | Individual masculino | 75      | 73       | 74      | 71      | 293     | 7º    |

### Femenino
| Golfistas      | Evento              | Ronda 1 | Ronda 2  | Ronda 3 | Ronda 4 | Total   | Total             |
| Golfistas      | Evento              | Puntos  | Posición | Puntos  | Total   | Puntaje | Total             |
| -------------- | ------------------- | ------- | -------- | ------- | ------- | ------- | ----------------- |
| Victoria Tanco | Individual femenino | 72      | 69       | 73      | 68      | 282     | Medalla de bronce |
| Martina Gavier | Individual femenino | 71      | 77       | 73      | 74      | 295     | 6º                |

## Hockey sobre césped

### Masculino
Plantel
| - Juan Manuel Vivaldi - Matias Paredes - Joaquín Menini - Guillermo Schickendantz | - Ignacio Ortiz - Juan Martín López - Guido Barreiros - Juan Cruz Agulleiro | - Gonzalo Peillat - Matías González - Agustín Mazzilli - Joaquín Berthold | - Juan Ignacio Gilardi - Pedro Ibarra - Lucas Rey - Alan Andino |

Resultado
| Equipo    | PJ | G | E | P | GF | GC | Dif | Pnts |
| --------- | -- | - | - | - | -- | -- | --- | ---- |
| Argentina | 5  | 5 | 0 | 0 | 58 | 7  | +51 | 15   |
| Chile     | 5  | 4 | 0 | 1 | 20 | 8  | +12 | 12   |
| Brasil    | 5  | 3 | 0 | 2 | 16 | 12 | +4  | 9    |
| Venezuela | 5  | 2 | 0 | 3 | 20 | 17 | +3  | 6    |
| Uruguay   | 5  | 1 | 0 | 4 | 10 | 19 | -9  | 3    |
| Perú      | 5  | 0 | 0 | 5 | 1  | 62 | -61 | 0    |

| Fecha | Hora¹ | Partido   | Partido                                                     | Partido   |
| ----- | ----- | --------- | ----------------------------------------------------------- | --------- |
| 08.03 | 14:00 | Argentina | 27 - 0 Archivado el 9 de marzo de 2014 en Wayback Machine.  | Perú      |
| 09.03 | 16:00 | Argentina | 10 - 3 Archivado el 10 de marzo de 2014 en Wayback Machine. | Venezuela |
| 11.03 | 16:00 | Brasil    | 1 - 6 Archivado el 12 de marzo de 2014 en Wayback Machine.  | Argentina |
| 12.03 | 20:00 | Chile     | 3 - 7 Archivado el 14 de marzo de 2014 en Wayback Machine.  | Argentina |
| 14.03 | 16:00 | Argentina | 8 - 0 Archivado el 15 de marzo de 2014 en Wayback Machine.  | Uruguay   |

Partido por la medalla de oro
| Fecha | Hora¹ | Partido | Partido                                                    | Partido   |
| ----- | ----- | ------- | ---------------------------------------------------------- | --------- |
| 16.03 | 20:30 | Chile   | 1 - 8 Archivado el 17 de marzo de 2014 en Wayback Machine. | Argentina |

- Posición final:

### Femenino
Plantel
| - Sofía Cesanelli - Jimena Cedres Lobbosco - Pilar Romang - Antonella Brondello | - María Laura Aladro - Agustina Habif - Florencia Habif - Victoria Sauze | - Agustina Albertario - Julia Gomes Fantasía - Gabriela Ludueña - Giselle Juarez | - Ana López Basavilbaso - Martina Cavallero - Ivana Pessina - Carla Dupuy |

Resultados
| Equipo    | PJ | G | E | P | GF | GC | Dif | Pnts |
| --------- | -- | - | - | - | -- | -- | --- | ---- |
| Argentina | 5  | 5 | 0 | 0 | 39 | 1  | +38 | 15   |
| Chile     | 5  | 4 | 0 | 1 | 25 | 5  | +20 | 12   |
| Uruguay   | 5  | 3 | 0 | 2 | 24 | 9  | +15 | 9    |
| Brasil    | 5  | 2 | 0 | 3 | 5  | 26 | -21 | 6    |
| Paraguay  | 5  | 1 | 0 | 4 | 5  | 30 | -25 | 3    |
| Venezuela | 5  | 0 | 0 | 5 | 4  | 31 | -27 | 0    |

| Fecha | Hora¹ | Partido   | Partido                                                     | Partido   |
| ----- | ----- | --------- | ----------------------------------------------------------- | --------- |
| 09.03 | 10:00 | Argentina | 14 - 0 Archivado el 9 de marzo de 2014 en Wayback Machine.  | Venezuela |
| 10.03 | 18:00 | Argentina | 8 - 0 Archivado el 11 de marzo de 2014 en Wayback Machine.  | Paraguay  |
| 12.03 | 12:00 | Uruguay   | 1 - 3 Archivado el 13 de marzo de 2014 en Wayback Machine.  | Argentina |
| 13.03 | 20:00 | Chile     | 0 - 2 Archivado el 14 de marzo de 2014 en Wayback Machine.  | Argentina |
| 15.03 | 11:15 | Argentina | 12 - 0 Archivado el 15 de marzo de 2014 en Wayback Machine. | Brasil    |

Partido por la medalla de oro
| Fecha | Hora¹ | Partido   | Partido                                                    | Partido |
| ----- | ----- | --------- | ---------------------------------------------------------- | ------- |
| 16.03 | 18:15 | Argentina | 3 - 1 Archivado el 17 de marzo de 2014 en Wayback Machine. | Chile   |

- Posición final:

## Judo

### Masculino
| Judocas          | Evento           | Cuartos de final           | Semifinales                   | Final                        | Posición                 |
| Judocas          | Evento           | Rival Resultado            | Rival Resultado               | Rival Resultado              | Posición                 |
| ---------------- | ---------------- | -------------------------- | ----------------------------- | ---------------------------- | ------------------------ |
| Nehuel Melita    | -60 kg masculino | L. Villamayor G 100 - 000  | J.M. Postigos P 000S3 - 110S1 | No avanzó (al repechaje)     | No avanzó (al repechaje) |
| Laureano Martin  | -68kg masculino  | V. Issao P 121S1 - 000S2   | No avanzó (al repechaje)      | No avanzó (al repechaje)     | No avanzó (al repechaje) |
| Alejandro Clara  | -73kg masculino  | W. Herrera G 000S2 - 000S3 | D. Vizcarra G 000S2 - 000S3   | E. Katsuhiro P 000S4 - 110S3 | Medalla de plata         |
| Emmanuel Lucenti | -81kg masculino  | G. Silva P 000S2 - 010S2   | No avanzó (al repechaje)      | No avanzó (al repechaje)     | No avanzó (al repechaje) |
| Cristian Schmidt | -90kg masculino  | E. Costa G 100 - 000S2     | J, R. Calabria P 000S1 - 100  | No avanzó (al repechaje)     | No avanzó (al repechaje) |
| Héctor Campos    | -100kg masculino |                            | A. Peña G 120S2 - 000S1       | J. Merlín P 000S1 - 100      | Medalla de plata         |

Ronda de repechajes
| Judocas          | Evento           | Repechaje                  | Final por el bronce       | Posición          |
| Judocas          | Evento           | Rival Resultado            | Rival Resultado           | Posición          |
| ---------------- | ---------------- | -------------------------- | ------------------------- | ----------------- |
| Nehuel Melita    | -60 kg masculino |                            | J. Guedez P 010S3 - 101S3 | 5º                |
| Laureano Martin  | -66kg masculino  | F. Verdugo P 000S3 - 100S3 | No avanzó                 | 7º                |
| Emmanuel Lucenti | -81kg masculino  | E. Reyes DNS               | No avanzó                 | 7º                |
| Cristian Schmidt | -90kg masculino  |                            | P. Cateriano G 100 - 000  | Medalla de bronce |

### Femenino
| Judocas             | Evento         | Cuartos de final           | Semifinales               | Final                           | Posición                        |
| Judocas             | Evento         | Rival Resultado            | Rival Resultado           | Rival Resultado                 | Posición                        |
| ------------------- | -------------- | -------------------------- | ------------------------- | ------------------------------- | ------------------------------- |
| Paula Pareto        | -48kg femenino | L. Salazar G 000S1 - 000S2 | G. Shinobu G 000 - 000S2  | D. Cobos G 120 - 000S2          | Medalla de oro                  |
| Oritia González     | -52kg femenino |                            | T. Lucumi G 002S2 - 000S1 | J. Pereira P 000S2 - 001S2      | Medalla de plata                |
| Melissa Rodríguez   | -57kg femenino | K. Cornejo G DNS           | K. Quadros P 000S1 - 100  | No avanzó (avanza al repechaje) | No avanzó (avanza al repechaje) |
| Gimena Laffeuillade | -63kg femenino | S. Marica G 121 - 000S1    | B. Comen G 101 - 001S3    | E. García P 000S1 - 100S2       | Medalla de plata                |

| Judoca            | Evento                               | Combate 1             | Combate 2                  | Combate 3            | Combate 4                | Posición          |
| Judoca            | Evento                               | Rival Resultado       | Rival Resultado            | Rival Resultado      | Rival Resultado          | Posición          |
| ----------------- | ------------------------------------ | --------------------- | -------------------------- | -------------------- | ------------------------ | ----------------- |
| Samantha Da Cunha | +78kg femenino (formato round-robin) | Y. Bustos G 101 - 000 | M. Viveros P 000S4 - 101S2 | C. Cezar P 000 - 120 | Y. Bolívar G 101S3 - 001 | Medalla de bronce |

Ronda de repechaje
| Judocas           | Evento         | Repechaje       | Final por el bronce              | Posición |
| Judocas           | Evento         | Rival Resultado | Rival Resultado                  | Posición |
| ----------------- | -------------- | --------------- | -------------------------------- | -------- |
| Melissa Rodríguez | -57kg femenino |                 | D. Villavicencio P 000S4 - 100S1 | 5º       |

## Karate

### Masculino
| Francisco Nievas | -60kg masculino  | BYE                | A. Rendón P 0 - 6   | No clasificó         | No clasificó                               | No clasificó      | No clasificó | No clasificó | No clasificó | No clasificó |
| Julián Pinzas    | -67 kg masculino |                    | R. Salamano G 4 - 0 | A. Madera P 1 - 2    | Repechaje por el bronce D. Viveros G 0 - 0 | Medalla de bronce |              |              |              |              |
| Franco Icasati   | -75kg masculino  |                    | M. de Souza G 2 - 0 | D. Dubó G 1 - 0      | E. Espinoza G 2 - 0                        | Medalla de oro    |              |              |              |              |
| Miguel Amargos   | -84kg masculino  | R. Emerick G 8 - 0 | A. Loor G 8 - 0     | J. Acevedo G 0 - 4   | D. Lenis G 1 - 2                           | Medalla de oro    |              |              |              |              |
| Franco Recouso   | +84kg masculino  |                    | L. Alvarado G 1 - 0 | W. Rodrigues P 0 - 5 | M. Costa G 3 - 0                           | Medalla de bronce |              |              |              |              |

### Femenino
| Yamila Benítez   | -50kg masculino  | BYE | A. Campos P 0 - 2    | No clasificó          | No clasificó                                | No clasificó      | No clasificó | No clasificó | No clasificó | No clasificó |
| Giulana Novak    | -55 kg masculino |     |                      | J. Reyes P 0 - 8      | Repechaje por el bronce L. Zorrilla P 3 - 5 | 5º                |              |              |              |              |
| Melina Martínez  | -61 kg masculino |     | D. Lepin P 2 - 6     | No clasificó          | No clasificó                                | No clasificó      | No clasificó | No clasificó | No clasificó | No clasificó |
| Carolina Santaya | -68kg masculino  |     | L. Salamanca P 0 - 1 |                       | A. Escandon G 0 - 0                         | Medalla de bronce |              |              |              |              |
| Verónica Lugo    | +68kg masculino  |     |                      | I. Dos Santos G 1 - 0 | Y. Ordaz P 0 - 1                            | Medalla de plata  |              |              |              |              |

## Lucha

### Masculino
Libre
| Luchadores        | Evento          | Cuartos de final   | Semifinales          | Final                                     | Posición         |
| Luchadores        | Evento          | Rival Resultado    | Rival Resultado      | Rival Resultado                           | Posición         |
| ----------------- | --------------- | ------------------ | -------------------- | ----------------------------------------- | ---------------- |
| Emiliano Guerra   | -57kg masculino | P. Mejías P 0 - 11 |                      | Repesca por el bronce P. Benítes P 2 - 13 | 5°               |
| Fernando Carranza | -65kg masculino | H. Guzmán P 0 - 10 |                      | Repesca por el bronce M. Sánchez P 6 - 13 | 5°               |
| Iván Llano        | -74kg masculino | C. Sarco P 0 - 8   | No avanzó            | No avanzó                                 | 8°               |
| Yuri Maier        | -97kg masculino | bye                | J. Espinoza G 10 - 0 | J. Mosquera P 1 - 6                       | Medalla de plata |

Grecorromana
| Luchadores    | Evento          | Cuartos de final      | Semifinales      | Final                | Posición         |
| Luchadores    | Evento          | Rival Resultado       | Rival Resultado  | Rival Resultado      | Posición         |
| ------------- | --------------- | --------------------- | ---------------- | -------------------- | ---------------- |
| Adán Monte    | -59kg masculino | D. Romanelli P 0 - 10 | No avanzó        | No avanzó            | 7°               |
| Saúl Romero   | -85kg masculino | E. Brown P 0 - 8      | No avanzó        | No avanzó            | 7°               |
| Iván Burtovoy | -98kg masculino | Á. Gutiérrez G 4 - 0  | L. Obando G 12 6 | E. Caraballo P 0 - 9 | Medalla de plata |

### Femenino
| Luchadores        | Evento         | Cuartos de final    | Semifinales          | Final                                   | Posición          |
| Luchadores        | Evento         | Rival Resultado     | Rival Resultado      | Rival Resultado                         | Posición          |
| ----------------- | -------------- | ------------------- | -------------------- | --------------------------------------- | ----------------- |
| Patricia Bermúdez | -48kg femenino | T. Mallqui G 13 - 0 | K. Toaza G 8 - 4     | C. Castillo P 3 - 4                     | Medalla de plata  |
| Eluney Melita     | -53kg femenino | BYE                 | L. Antes P 0 - 4     | No avanzó                               | Medalla de bronce |
| Luz Vásquez       | -63kg femenino | BYE                 | J. Rentería P 4 - 14 | Repesca por el bronce Y. Sovero G 7 - 3 | Medalla de bronce |
| Laura García      | -69kg femenino | BYE                 | M. Antes P 4 - 9     | No avanzó                               | Medalla de bronce |

## Natación

### Masculino
| Evento                         | Nadadores                                                            | Preliminar | Preliminar | Final     | Final            |
| Evento                         | Nadadores                                                            | Tiempo     | Posición   | Tiempo    | Posición         |
| ------------------------------ | -------------------------------------------------------------------- | ---------- | ---------- | --------- | ---------------- |
| 50 m libres                    | Federico Grabich                                                     | 22.78      | 2 Q        | 22.86     | Medalla de plata |
| 50 m libres                    | Matias Aguilera                                                      | 23.26      | 7 Q        | 23.25     | 7º               |
| 100 m libres                   | Federico Grabich                                                     | 50.24      | 2 Q        | 49.66     | Medalla de plata |
| 100 m libres                   | Matias Aguilera                                                      | 50.91      | 4 Q        | 50.56     | 4º               |
| 200 m libres                   | Federico Grabich                                                     | 1:52.44    | 1 Q        | 1:49.39   | Medalla de oro   |
| 200 m libres                   | Diego Lupacchini                                                     | 1:54.04    | 5 Q        | 1:55.15   | 8º               |
| 400m libres                    | Juan Martín Pereyra                                                  | 4:04.53    | 2 Q        | 3:56.80   | Medalla de plata |
| 400m libres                    | Martin Naidich                                                       | 4:05.34    | 3 Q        | 3:56.23   | Medalla de oro   |
| 800 m libres                   | Juan Martín Pereyra                                                  |            |            | 8:16.56   | 7º               |
| 800 m libres                   | Martin Naidich                                                       |            |            | 8:05.28   | Medalla de oro   |
| 1500 m libres                  | Martin Naidich                                                       |            |            | 15:40.42  | 4º               |
| 1500 m libres                  | Martin Carrizo Yunges                                                |            |            | 16:01.58  | 7º               |
| 100 m espalda                  | Federico Grabich                                                     | 56.66      | 1 Q        | 55.22     | Medalla de plata |
| 100 m espalda                  | Agustín Hernández                                                    | 58.38      | 7 Q        | 58.52     | 7º               |
| 200 m espalda                  | Agustín Hernández                                                    | 2:07.70    | 3 Q        | 2:05.48   | 4º               |
| 100 m pecho                    | Gabriel Morelli                                                      | 1:04.21    | 8 Q        | 1:03.65   | 6º               |
| 100 m pecho                    | Facundo Miguelena                                                    | 1:04.51    | 9          | No avanzó | No avanzó        |
| 200 m pecho                    | Facundo Miguelena                                                    | 2:23.24    | 5 Q        | 2:19.49   | 5º               |
| 200 m pecho                    | Gabriel Morelli                                                      | 2:24.81    | 7 Q        | 2:24.09   | 7º               |
| 100 m mariposa                 | Marcos Barale                                                        | 54.13      | 1 Q        | 54.14     | 5º               |
| 100 m mariposa                 | Joaquín Belza                                                        | 55.54      | 8 Q        | 55.37     | 8º               |
| 200 m combinado individual     | Guido Buscaglia                                                      | 2:09.56    | 4 Q        | 2:10.89   | 7º               |
| 4x100 metros libre             | Joaquín Belza Matías Aguilera Guido Buscaglia Federico Grabich       |            |            | 3:21.31   | Medalla de plata |
| 4x200 metros libre             | Martín Naidich Federico Grabich Diego Lupacchini Juan Martín Pereyra |            |            | 7:34.63   | 4º               |
| 4x100 metros combinados        | Federico Grabich Gabriel Morelli Marcos Barale Matías Aguilera       |            |            | 3:40.51   | Medalla de plata |
| Maratón 10 km (aguas abiertas) | Guillermo Bertola                                                    |            |            | 01:56:53  | 5º               |

### Femenino
| Evento                         | Nadadores                                                         | Preliminar | Preliminar | Final     | Final             |
| Evento                         | Nadadores                                                         | Tiempo     | Posición   | Tiempo    | Posición          |
| ------------------------------ | ----------------------------------------------------------------- | ---------- | ---------- | --------- | ----------------- |
| 50 m libres                    | Aixa Triay                                                        | 26.43      | 5 Q        | 26.54     | 6º                |
| 50 m libres                    | María Belén Díaz                                                  | 27.02      | 8 Q        | 27.08     | 8º                |
| 100 m libres                   | Aixa Triay                                                        | 57.55      | 5 Q        | 57.69     | 6º                |
| 100 m libres                   | María Belén Díaz                                                  | 58.73      | 10         | No avanzó | No avanzó         |
| 200 m libres                   | María Belén Díaz                                                  | 2:22.17    | 14         | No avanzó | No avanzó         |
| 800 m libres                   | Cecilia Biagioli                                                  |            |            | 8:45.68   | Medalla de bronce |
| 800 m libres                   | Julia Arino                                                       |            |            | 9:02.79   | 5º                |
| 1500 m libres                  | Cecilia Biagioli                                                  |            |            | 16:38.54  | Medalla de bronce |
| 1500 m libres                  | Julia Arino                                                       |            |            | 17:14.92  | 5º                |
| 100 m espalda                  | Andrea Berrino                                                    | 1:03.00    | 1 Q        | 1:03.05   | 4º                |
| 100 m espalda                  | Florencia Perotti                                                 | 1:05.60    | 7 Q        | 1:05.05   | 5º                |
| 200 m espalda                  | Andrea Berrino                                                    | 2:22.68    | 3 Q        | 2:15.52   | Medalla de plata  |
| 200 m espalda                  | Florencia Perotti                                                 | 2:24.21    | 4 Q        | 2:18.96   | 4º                |
| 100 m pecho                    | Macarena Ceballos                                                 | 1:10.83    | 1 Q        | 1:11.00   | Medalla de plata  |
| 100 m pecho                    | Julia Sebastián                                                   | 1:12.94    | 4 Q        | 1:10.40   | Medalla de oro    |
| 200 m pecho                    | Mijail Asis                                                       | 2:40.26    | 5 Q        | 2:37.86   | 5º                |
| 200 m pecho                    | Julia Sebastián                                                   | 2:36.87    | 1 Q        | -         | DSC               |
| 100 m mariposa                 | María Belén Díaz                                                  | 1:02.06    | 6 Q        | 1:01.00   | 4º                |
| 200 m mariposa                 | Virginia Bardach                                                  | 2:21.26    | 4 Q        | 2:16.79   | Medalla de bronce |
| 200 m combinado individual     | Virginia Bardach                                                  | 2:21.93    | 1 Q        | 2:19.44   | Medalla de oro    |
| 200 m combinado individual     | Florencia Perotti                                                 | 2:24.95    | 4 Q        | 2:20.67   | Medalla de plata  |
| 400m combinado individual      | Virginia Bardach                                                  | 5:07.49    | 5 Q        | 4:52.94   | Medalla de plata  |
| 400m combinado individual      | Florencia Perotti                                                 | 5:04.93    | 3 Q        | 4:59.84   | 5º                |
| 4x100 metros libre             | Andrea Berrino Aixa Triay Cecilia Biagoli María Belén Díaz        |            |            | 3:50.03   | Medalla de bronce |
| 4x200 metros libre             | María Belén Díaz Andrea Berrino Virginia Bardach Cecilia Biagioli |            |            | 8:27.09   | 4º                |
| 4x100 metros combinados        | Andrea Berrino Julia Sebastián María Belén Díaz Aixa Triay        |            |            | 4:12.17   | Medalla de plata  |
| Maratón 10 km (aguas abiertas) | Cecilia Biagioli                                                  |            |            | 01:59:35  | Medalla de plata  |
| Maratón 10 km (aguas abiertas) | Julia Arino                                                       |            |            | 02:05:28  | 5º                |

### Mixto
| Evento                               | Nadadores                                         | Preliminar | Preliminar | Final    | Final    |
| Evento                               | Nadadores                                         | Tiempo     | Posición   | Tiempo   | Posición |
| ------------------------------------ | ------------------------------------------------- | ---------- | ---------- | -------- | -------- |
| Maratón por equipos (aguas abiertas) | Cecilia Biagioli Guillermo Bertola Martín Carrizo |            |            | 36:08.81 | 5º       |

- Q: Clasificado a la final
- DSC: Descalificado

## Nado sincronizado
| Atletas                    | Evento               | Rutina técnica | Rutina técnica | Rutina libre (Final) | Rutina libre (Final) | Rutina libre (Final) | Rutina libre (Final) |
| Atletas                    | Evento               | Puntos         | Posición       | Puntos               | Posición             | Puntos totales       | Posición             |
| -------------------------- | -------------------- | -------------- | -------------- | -------------------- | -------------------- | -------------------- | -------------------- |
| Etel Sánchez Sofía Sánchez | Competencia por dúos | 81.0442        | 1º             | 81.4333              | 2º                   | 162.4775             | Medalla de plata     |

## Patinaje

### Masculino
Carrera
| Atletas            | Evento                        | Clasificación | Clasificación  | Final     | Final    |
| Atletas            | Evento                        | Resultado     | Posición       | Resultado | Posición |
| ------------------ | ----------------------------- | ------------- | -------------- | --------- | -------- |
| Juan Cruz Araldi   | 300m Contrarreloj             |               |                | 25.249    | 4º       |
| Ezequiel Capellano | 1000 m                        | 1:25.642      | Medalla de oro |           |          |
| Ezequiel Capellano | 10000m Eliminación por puntos | 10            | 5º             |           |          |

Artístico
| Atleta                 | Evento     | Programa corto | Programa corto | Programa largo | Programa largo   |
| Atleta                 | Evento     | Resultado      | Posición       | Resultado      | Posición         |
| ---------------------- | ---------- | -------------- | -------------- | -------------- | ---------------- |
| Juan Francisco Sánchez | Individual | 116.4          | 2°             | 462.9          | Medalla de plata |

### Femenino
Carrera
| Atletas          | Evento                        | Clasificación | Clasificación | Final     | Final    |
| Atletas          | Evento                        | Resultado     | Posición      | Resultado | Posición |
| ---------------- | ----------------------------- | ------------- | ------------- | --------- | -------- |
| Rocío Berbel Alt | 300m Contrarreloj             |               |               | 27.091    | 4º       |
| Melissa Bonnet   | 1000 m                        | 1:55.930      | 5º            |           |          |
| Melissa Bonnet   | 10000m Eliminación por puntos | 10            | 4º            |           |          |

Artístico
| Atleta        | Evento     | Programa corto | Programa corto | Programa largo | Programa largo |
| Atleta        | Evento     | Resultado      | Posición       | Resultado      | Posición       |
| ------------- | ---------- | -------------- | -------------- | -------------- | -------------- |
| Giselle Soler | Individual | 124.2          | 1°             | 512.4          | Medalla de oro |

## Pentatlón moderno

### Masculino
| Pentatletas       | Esgrima (espada a un toque) | Esgrima (espada a un toque) | Natación (200 m libres) | Natación (200 m libres) | Ecuestre (Saltos) | Ecuestre (Saltos) | Combinado | Combinado | Puntos totales | Posición final |
| Pentatletas       | Resultados (G-P)            | Puntos                      | Tiempo                  | Puntos                  | Penalidades       | Puntos            | Tiempo    | Puntos    | Puntos totales | Posición final |
| ----------------- | --------------------------- | --------------------------- | ----------------------- | ----------------------- | ----------------- | ----------------- | --------- | --------- | -------------- | -------------- |
| Sergio Villamayor | 26 G - 12 P                 | 244                         | 2:18.40                 | 285                     | 97.00             | 239               | 12:25.90  | 555       | 1323           | 10°            |
| Emmanuel Zapata   | 20 G - 18 P                 | 208                         | 2:07.87                 | 317                     | 72.00             | 293               | 11:38.15  | 602       | 1420           | 5°             |
| Leandro Silva     | 21 G - 17 P                 | 214                         | 2:03.03                 | 331                     | 114.00            | 236               | 13:23.88  | 497       | 1278           | 12°            |

### Femenino
| Pentatletas    | Esgrima (espada a un toque) | Esgrima (espada a un toque) | Natación (200 m libres) | Natación (200 m libres) | Ecuestre (Saltos) | Ecuestre (Saltos) | Combinado | Combinado | Puntos totales | Posición final |
| Pentatletas    | Resultados (G-P)            | Puntos                      | Tiempo                  | Puntos                  | Penalidades       | Puntos            | Tiempo    | Puntos    | Puntos totales | Posición final |
| -------------- | --------------------------- | --------------------------- | ----------------------- | ----------------------- | ----------------- | ----------------- | --------- | --------- | -------------- | -------------- |
| Ailén Cisneros | 15 G - 13 P                 | 210                         | 2:32.15                 | 244                     | 72.00             | 300               | 14:56.07  | 404       | 1158           | 7°             |
| Ayelén Zapata  | 18 G - 10 P                 | 234                         | 2:33.22                 | 241                     | 96.00             | 271               | 13:03.39  | 517       | 1263           | 4°             |
| Pamela Zapata  | 17 G - 11 P                 | 226                         | 2:23.19                 | 271                     | 79.00             | 298               | 14:21.16  | 439       | 1234           | 5°             |

### Relevos mixtos
| Pentatletas                   | Esgrima (espada a un toque) | Esgrima (espada a un toque) | Natación (200 m libres) | Natación (200 m libres) | Ecuestre (Saltos) | Ecuestre (Saltos) | Combinado | Combinado | Puntos totales | Posición final    |
| Pentatletas                   | Resultados (G-P)            | Puntos                      | Tiempo                  | Puntos                  | Penalidades       | Puntos            | Tiempo    | Puntos    | Puntos totales | Posición final    |
| ----------------------------- | --------------------------- | --------------------------- | ----------------------- | ----------------------- | ----------------- | ----------------- | --------- | --------- | -------------- | ----------------- |
| Pamela Zapata Emmanuel Zapata | 22 G - 14 P                 | 232                         | 2:06.94                 | 320                     | 119.00            | 253               | 11:52.36  | 588       | 1393           | Medalla de bronce |

## Remo

### Masculino
| Atleta                                                       | Evento                                | Preliminar | Preliminar | Repechaje | Repechaje | Final   | Final          |
| Atleta                                                       | Evento                                | Tiempo     | Posición   | Tiempo    | Posición  | Tiempo  | Posición       |
| ------------------------------------------------------------ | ------------------------------------- | ---------- | ---------- | --------- | --------- | ------- | -------------- |
| Brian Rosso                                                  | Un par de remos cortos                |            |            |           |           | 7:15.69 | Medalla de oro |
| Brian Rosso Martin Laserre                                   | Dos remos largos                      |            |            |           |           | 7:18.83 | Medalla de oro |
| Ariel Suárez Cristian Rosso                                  | Un par de remos cortos                |            |            |           |           | 7:23.21 | Medalla de oro |
| Francisco Estreras Sebastián Claus Agustín Díaz Joaquín Iwan | Cuatro remos largos sin timonel       |            |            |           |           | 6:11.01 | Medalla de oro |
| Alejandro Colomino Nicolai Fernández                         | Doble par de remos cortos peso ligero | 6:19.87    | 1 Q        |           |           | 7:16.71 | Medalla de oro |

### Femenino
| Atleta              | Evento                             | Preliminar | Preliminar | Repechaje | Repechaje | Final   | Final            |
| Atleta              | Evento                             | Tiempo     | Posición   | Tiempo    | Posición  | Tiempo  | Posición         |
| ------------------- | ---------------------------------- | ---------- | ---------- | --------- | --------- | ------- | ---------------- |
| María Gabriela Best | Un par de remos cortos             |            |            |           |           | 7:56.14 | Medalla de plata |
| Lucía Palermo       | Un par de remos cortos peso ligero |            |            |           |           | 9:06.01 | Medalla de oro   |

## Rugby 7

### Masculino
Plantel
| - Máximo Ledesma Alfaro - Gastón Revol - Matías Frías Silva - Franco Sabato | - Agustín Cortés - Lucas Maguire - Lucas De Vicenzi - Facundo Panceyra Garrido | - Joaquín Paz - Diego Palma - Ignacio Brex - Lucas Alcacer Mackinlay |

Resultados
| Pos. | Equipo    | Encuentros | Encuentros | Encuentros | Encuentros | Tantos  | Tantos    | Tantos     | Puntos |
| Pos. | Equipo    | jugados    | ganados    | empatados  | perdidos   | a favor | en contra | diferencia | Puntos |
| ---- | --------- | ---------- | ---------- | ---------- | ---------- | ------- | --------- | ---------- | ------ |
| 1    | Argentina | 6          | 6          | 0          | 0          | 163     | 10        | + 153      | 12     |
| 2    | Uruguay   | 6          | 5          | 0          | 1          | 80      | 45        | + 35       | 10     |
| 3    | Chile     | 6          | 4          | 0          | 2          | 115     | 43        | + 72       | 8      |
| 4    | Brasil    | 6          | 3          | 0          | 3          | 70      | 71        | - 1        | 6      |
| 5    | Colombia  | 6          | 2          | 0          | 4          | 66      | 107       | - 41       | 4      |
| 6    | Paraguay  | 6          | 0          | 1          | 5          | 26      | 109       | - 83       | 1      |
| 7    | Perú      | 6          | 0          | 1          | 5          | 24      | 159       | - 135      | 1      |

| 8 de marzo, 11:35 | Argentina | 24 - 0 | Paraguay | CARR, Santiago, Chile |  |

| 8 de marzo, 13:35 | Argentina | 21 - 5 | Chile | CARR, Santiago, Chile |  |

| 8 de marzo, 15:35 | Argentina | 31 - 0 | Colombia | CARR, Santiago, Chile |  |

| 8 de marzo, 17:35 | Argentina | 14 - 5 | Uruguay | CARR, Santiago, Chile |  |

| 9 de marzo, 10:40 | Argentina | 26 - 0 | Brasil | CARR, Santiago, Chile |  |

| 9 de marzo, 12:40 | Argentina | 47 - 0 | Perú | CARR, Santiago, Chile |  |

Final por la medalla de oro
| 9 de marzo, 17:00 | Argentina | 29 - 5 | Uruguay | CARR, Santiago, Chile |  |

- Posición final:

### Femenino
Plantel
| - María Eugenia Botelli - Isabel Fontanarrosa - Xoana Sosa - Vanesa Salas | - Luciana Travesi - Noelia Billerbeck - Gimena Acuña - Silvana Castro | - Rocío Benítez - Yamila Otero - Rita Cazorla - Sofía González |

Resultados
| Pos. | Equipo    | Encuentros | Encuentros | Encuentros | Encuentros | Tantos  | Tantos    | Tantos     | Puntos |
| Pos. | Equipo    | jugados    | ganados    | empatados  | perdidos   | a favor | en contra | diferencia | Puntos |
| ---- | --------- | ---------- | ---------- | ---------- | ---------- | ------- | --------- | ---------- | ------ |
| 1    | Brasil    | 6          | 6          | 0          | 0          | 209     | 5         | + 204      | 12     |
| 2    | Argentina | 6          | 5          | 0          | 1          | 104     | 65        | + 39       | 10     |
| 3    | Uruguay   | 6          | 4          | 0          | 2          | 74      | 64        | + 10       | 8      |
| 4    | Colombia  | 6          | 2          | 0          | 4          | 50      | 79        | - 29       | 4      |
| 5    | Chile     | 6          | 2          | 0          | 4          | 47      | 100       | - 53       | 4      |
| 6    | Paraguay  | 6          | 2          | 0          | 4          | 38      | 103       | - 65       | 4      |
| 7    | Venezuela | 6          | 0          | 0          | 6          | 25      | 131       | - 106      | 0      |

| 8 de marzo, 9:15 | Argentina | 22 - 0 | Paraguay | CARR, Santiago, Chile |  |

| 8 de marzo, 10:55 | Argentina | 21 - 12 | Colombia | CARR, Santiago, Chile |  |

| 8 de marzo, 13:15 | Argentina | 17 - 7 | Chile | CARR, Santiago, Chile |  |

| 8 de marzo, 16:35 | Brasil | 34 - 5 | Argentina | CARR, Santiago, Chile |  |

| 9 de marzo, 10:00 | Venezuela | 5 - 29 | Argentina | CARR, Santiago, Chile |  |

| 9 de marzo, 12:20 | Argentina | 10 - 7 | Uruguay | CARR, Santiago, Chile |  |

Final por la medalla de oro
| 9 de marzo, 16:20 | Brasil | 40 - 0  | Argentina | CARR, Santiago, Chile |  |
|                   |        | Reporte |           |                       |  |

- Posición final:

## Taekwondo

### Masculino
| Taekwondistas        | Evento          | Ronda de 16                | Cuartos de final     | Semifinales       | Final              | Posición       |           |
| Taekwondistas        | Evento          | Rival Resultado            | Rival Resultado      | Rival Resultado   | Rival Resultado    | Posición       |           |
| -------------------- | --------------- | -------------------------- | -------------------- | ----------------- | ------------------ | -------------- | --------- |
| Lucas Guzmán         | -48kg masculino | I. Morales Puentes P 5 - 8 | No avanzó            | No avanzó         | No avanzó          | No avanzó      |           |
| Jorge Álvarez        | -68kg masculino |                            | T. Van Dijk P 5 - 6  | No avanzó         | No avanzó          | No avanzó      |           |
| Sebastián Crismanich | -80kg masculino |                            | G. Sabajo G 15 - 3   | A. Llivisaca G WO | Y. Medina G 12 - 9 | Medalla de oro |           |
| Martín Sio           | +80kg masculino |                            | Stuart Smit P 9 - 10 | No avanzó         | No avanzó          | No avanzó      | No avanzó |

### Femenino
| Taekwondistas      | Evento         | Ronda de 16     | Cuartos de final      | Semifinales            | Final           | Posición          |           |
| Taekwondistas      | Evento         | Rival Resultado | Rival Resultado       | Rival Resultado        | Rival Resultado | Posición          |           |
| ------------------ | -------------- | --------------- | --------------------- | ---------------------- | --------------- | ----------------- | --------- |
| Carola López       | -49kg femenino |                 | V. Dellan P 5 - 6     | No avanzó              | No avanzó       | No avanzó         | No avanzó |
| Luciana Angiolillo | -57kg femenino |                 | Y. Contreras G 8 - 0  | C. Carstens P 4 - 5    | No avanzó       | Medalla de bronce |           |
| Daniela Arnoldt    | -67kg femenino |                 | P. Figueroa G 14 - 10 | J. Vasconcelos P 2 - 4 | No avanzó       | Medalla de bronce |           |
| Paula Wegscheider  | +67kg femenino |                 | C. Schober G 4 - 3    | S. Vanegas P 0 - 2     | No avanzó       | Medalla de bronce |           |

## Tenis

### Masculino
| Atletas                        | Evento               | Ronda de 32                   | Ronda de 16                      | Cuartos de final                 | Semifinales                            | Final                                     | Final            |
| Atletas                        | Evento               | Rival Resultado               | Rival Resultado                  | Rival Resultado                  | Rival Resultado                        | Rival Resultado                           | Posición         |
| ------------------------------ | -------------------- | ----------------------------- | -------------------------------- | -------------------------------- | -------------------------------------- | ----------------------------------------- | ---------------- |
| Guido Andreozzi                | Individual Masculino | JC Campozano G 6 - 4, 6 - 3   | D. Beretta G 3 - 6, 7 - 5, 6 - 1 | J. Aguilar G 6 - 3, 6 - 4        | P. Capdeville G 3 - 6, 6 - 4, 6 - 0    | F. Bagnis P 6 - 4, 3 - 6, 6 - 7 (2-7)     | Medalla de plata |
| Pedro Cachin                   | Individual Masculino | R. Dutra Silva P 2 - 6, 4 - 6 | No avanzó                        | No avanzó                        | No avanzó                              | No avanzó                                 | No avanzó        |
| Facundo Bagnis                 | Individual Masculino | BYE                           | F. Batista G 6 - 3, 6 - 4        | N. Barrientos G 6 - 1, 6 - 1     | R. Dutra Silva G 7 - 5, 6 - 7, 3 - 1 r | G. Andreozzi G 4 - 6, 6 - 3, 7 - 6 (7-2)  | Medalla de oro   |
| Guido Andreozzi Facundo Bagnis | Dobles masculino     |                               |                                  | N. Jarry G. Ñúñez G 6 - 3, 6 - 4 | R. Castillo L. Martínez G 6 - 1, 6 - 1 | C. Salamanca N. Barrientos G 7 - 6, 7 - 5 | Medalla de oro   |

### Femenino
| Atletas                        | Evento              | Ronda de 32                           | Ronda de 16                                      | Cuartos de final                     | Semifinales     | Final           | Final     |
| Atletas                        | Evento              | Rival Resultado                       | Rival Resultado                                  | Rival Resultado                      | Rival Resultado | Rival Resultado | Posición  |
| ------------------------------ | ------------------- | ------------------------------------- | ------------------------------------------------ | ------------------------------------ | --------------- | --------------- | --------- |
| Nadia Podoroska                | Individual Femenino | A. Koch P 2 - 6, 7 - 6, 6 - 7         | No avanzó                                        | No avanzó                            | No avanzó       | No avanzó       | No avanzó |
| Sofía Blanco                   | Individual Femenino | S. Marin G 6 - 1, 6 - 0               | L. Pigossi P 6 - 2, 4 - 6, 5 - 7                 | No avanzó                            | No avanzó       | No avanzó       | No avanzó |
| Victoria Bosio                 | Individual Femenino | Paula Araujo Gonçalves P 1 - 6, 1 - 6 | No avanzó                                        | No avanzó                            | No avanzó       | No avanzó       | No avanzó |
| Victoria Bosio Nadia Podoroska | Dobles femenino     |                                       | C. de los Santos M. Boado Vazquez G 6 - 3, 6 - 1 | V. Cepede L. Martínez G 6 - 1, 6 - 1 | No avanzó       | No avanzó       | No avanzó |

- r = retiro

### Mixto
| Atletas                   | Evento       | Ronda de 16     | Cuartos de final                          | Semifinales     | Final           | Final     |
| Atletas                   | Evento       | Rival Resultado | Rival Resultado                           | Rival Resultado | Rival Resultado | Posición  |
| ------------------------- | ------------ | --------------- | ----------------------------------------- | --------------- | --------------- | --------- |
| Sofía Blanco Pablo Cachin | Dobles mixto |                 | A. Pérez D. Souto P 6 - 2, 5 - 7 [10 - 5] | No avanzó       | No avanzó       | No avanzó |

## Tiro con arco

### Masculino
| Arqueros                                | Evento               | Ronda de clasificación | Ronda de clasificación | Ronda de 32         | Ronda de 16       | cuartos de final      | Semifinales       | Final               | Posición         |
| Arqueros                                | Evento               | Puntaje                | Posición               | Rival Resultado     | Rival Resultado   | Rival Resultado       | Rival Resultado   | Rival Resultado     | Posición         |
| --------------------------------------- | -------------------- | ---------------------- | ---------------------- | ------------------- | ----------------- | --------------------- | ----------------- | ------------------- | ---------------- |
| Gonzalo Bog                             | Individual masculino | 1216                   | 15°                    | D. Chacon P 1 - 7   | No avanzó         | No avanzó             | No avanzó         | No avanzó           | No avanzó        |
| Fabián Cardenas                         | Individual masculino | 1256                   | 11°                    | E. Lazo G 6 - 2     | A. Gimpel G 6 - 2 | G. Gimpel G 6 - 4     | D. Chacon G 6 - 0 | M. Carvalho P 5 - 6 | Medalla de plata |
| Hugo Robles                             | Individual masculino | 1246                   | 13°                    | J. Tomasini G 6 - 2 | A. Solano P 0 - 6 | No avanzó             | No avanzó         | No avanzó           | No avanzó        |
| Ignacio Escalante Osorio                | Individual masculino | 1203                   | 17°                    | R. Vásquez P 2 - 6  | No avanzó         | No avanzó             | No avanzó         | No avanzó           | No avanzó        |
| Gonzalo Bog Fabián Cardenas Hugo Robles | Equipos masculino    | 3718                   | 4°                     |                     |                   | Venezuela P 200 - 216 | No avanzó         | No avanzó           | No avanzó        |

### Femenino
| Ximena Mendiberry                                | Individual femenino | 1257 | 10° | BYE | N. Echeverri P 0 - 6   | No avanzó         | No avanzó            | No avanzó                                      | No avanzó |           |           |           |           |           |
| Fernanda Faisal                                  | Individual femenino | 1274 | 9°  | BYE | A. Moraga G 6 - 2      | AM Rendón P 1 - 7 | No avanzó            | No avanzó                                      | No avanzó | No avanzó | No avanzó | No avanzó | No avanzó | No avanzó |
| Virginia Conti                                   | Individual femenino | 1183 | 14° | BYE | S. de Oliveira P 1 - 7 | No avanzó         | No avanzó            | No avanzó                                      | No avanzó | No avanzó | No avanzó | No avanzó | No avanzó |           |
| Virginia Conti Fernanda Faisal Ximena Mendiberry | Equipo femenino     | 3714 | 4°  |     |                        |                   | Colombia P 186 - 210 | Por la medalla de bronce Venezuela P 180 - 190 | 4°        |           |           |           |           |           |

## Triatlón
Individual
| Atletas               | Evento               | Total       | Posición         |
| --------------------- | -------------------- | ----------- | ---------------- |
| Luciano Farias        | Individual masculino | 01:58:42.07 | 16º              |
| Flavio Morandini      | Individual masculino | 01:56:38.81 | 11º              |
| Luciano Taccone       | Individual masculino | 01:52:47.46 | Medalla de plata |
| Gonzalo Tellechea     | Individual masculino | 01:52:43.43 | Medalla de oro   |
| Romina Biagioli       | Individual femenino  | 02:07:37.67 | 5º               |
| Romina Palacio Balena | Individual femenino  | 02:08:18.25 | 6º               |

Grupal mixto
| Atletas                                                                | Evento                   | Total   | Posición          |
| ---------------------------------------------------------------------- | ------------------------ | ------- | ----------------- |
| Romina Biagioli Luciano Farias María Victoria Rivero Gonzalo Tellechea | Relevo mixto por equipos | 1:11:03 | Medalla de bronce |

## Vela

### Masculino
Láser
| Regatistas      | Evento                   | Regatas | Regatas | Regatas | Regatas | Regatas | Regatas | Regatas | Regatas | Regatas | Regatas | Regatas | Puntos | Posición final |
| Regatistas      | Evento                   | 1       | 2       | 3       | 4       | 5       | 6       | 7       | 8       | 9       | 10      | M       | Puntos | Posición final |
| --------------- | ------------------------ | ------- | ------- | ------- | ------- | ------- | ------- | ------- | ------- | ------- | ------- | ------- | ------ | -------------- |
| Julio Alsogaray | Láser Estándar masculino | 2       | 1       | (5)     | 1       | 1       | 1       | 1       | 2       | 1       | 1       | C       | 11     | Medalla de oro |

Clase abierta
| Regatistas                                                                    | Evento          | Regatas | Regatas | Regatas | Regatas | Regatas | Regatas | Regatas | Regatas | Regatas | Regatas | Regatas | Puntos | Posición final    |
| Regatistas                                                                    | Evento          | 1       | 2       | 3       | 4       | 5       | 6       | 7       | 8       | 9       | 10      | M       | Puntos | Posición final    |
| ----------------------------------------------------------------------------- | --------------- | ------- | ------- | ------- | ------- | ------- | ------- | ------- | ------- | ------- | ------- | ------- | ------ | ----------------- |
| Luis Soubie Diego Lipszyc                                                     | Snipe abierto   | 2       | (6)     | 3       | 2       | 2       | 4       | 3       | 2       | 4       | C       | C       | 22     | Medalla de plata  |
| Constanza Álvarez Augusto Amato                                               | Snipe abierto   | 8       | 1       | 2       | D       | 3       | 2       | 9       | 4       | 1       | C       | C       | 30     | Medalla de bronce |
| Rafael de Martis Juan Gerónimo Galván Carlos Lacchini Francisco Van Avermaete | J24 Abierto     | 5       | 2       | 1       | 2       | (6)     | 2       | 1       | 1       | 5       | 5       | C       | 23     | Medalla de plata  |
| Roberto Bellinotto Nicolás Cubría Juan Andrés Filodoro Diego Haymes           | J24 Abierto     | 3       | 7       | 7       | 7       | 4       | 7       | 6       | 7       | 6       | (7)     | C       | 56     | 7º                |
| Francisco Renna                                                               | Sunfish Abierto | 5       | (8)     | 5       | 1       | 1       | 1       | 2       | 2       | 2       | C       | C       | 19     | Medalla de oro    |
| Tomás Dietrich Manuel Fumagallo Mario Fumagallo                               | Lightning       | 1       | 4       | 5       | 4       | 4       | 1       | 3       | 2       | 3       | C       | C       | 22     | 4º                |

### Femenino
Láser
| Regatistas              | Evento             | Regatas | Regatas | Regatas | Regatas | Regatas | Regatas | Regatas | Regatas | Regatas | Regatas | Regatas | Puntos | Posición final   |
| Regatistas              | Evento             | 1       | 2       | 3       | 4       | 5       | 6       | 7       | 8       | 9       | 10      | M       | Puntos | Posición final   |
| ----------------------- | ------------------ | ------- | ------- | ------- | ------- | ------- | ------- | ------- | ------- | ------- | ------- | ------- | ------ | ---------------- |
| Cecilia Carranza Saroli | Láser Radial Damas | 1       | 2       | 4       | 2       | 2       | 1       | D       | (4)     | 1       | 1       | C       | 18     | Medalla de oro   |
| Lucía Falasca           | Láser Radial Damas | 2       | 1       | (8)     | 3       | 5       | 3       | 1       | 1       | 3       | 5       | C       | 24     | Medalla de plata |

- C: Regata Cancelada
- D: Descalificados
- NT: No terminan

## Voleibol

### Masculino
Plantel
| - Pablo Koukarstev - Pablo Peralta - Jan Martínez Sánchez - Matias Sánchez - Tomás Ruiz | - Luis Adriel Gorosito - Gastón Giani - Rodrigo Ronda - Federico Franetovich - Iván Postemsky | - Juan Ignacio Finoldi - Nicolás Méndez |

Resultados
| Pos | Equipo    | PJ | PG | PP | SG | SP | PA  | PP  |
| --- | --------- | -- | -- | -- | -- | -- | --- | --- |
| 1   | Argentina | 4  | 4  | 0  | 12 | 1  | 322 | 201 |
| 2   | Chile     | 4  | 3  | 1  | 10 | 3  | 309 | 245 |
| 3   | Ecuador   | 4  | 2  | 2  | 6  | 7  | 260 | 295 |
| 4   | Perú      | 4  | 1  | 3  | 4  | 9  | 246 | 287 |
| 5   | Colombia  | 4  | 0  | 4  | 0  | 12 | 192 | 301 |

| Fecha         | Encuentro            | Resultado | Set   | Set   | Set   | Set   | Set | Puntuación total |
| Fecha         | Encuentro            | Resultado | 1     | 2     | 3     | 4     | 5   | Puntuación total |
| ------------- | -------------------- | --------- | ----- | ----- | ----- | ----- | --- | ---------------- |
| 13-3-14 18:00 | Argentina – Ecuador  | 3 - 0     | 25-13 | 25-15 | 25-11 |       |     | 75 - 39          |
| 14-3-14 18:00 | Argentina – Colombia | 3 - 0     | 25-12 | 25-16 | 25-11 |       |     | 75 - 39          |
| 15-3-14 20:00 | Argentina – Perú     | 3 - 0     | 25-12 | 25-15 | 25-12 |       |     | 75 - 39          |
| 17-3-14 20:00 | Chile – Argentina    | 1 - 3     | 23-25 | 14-25 | 25-22 | 22-25 |     | 84 - 97          |

- Posición final:

### Femenino
Plantel
| - Natalia Espinosa - Tatiana Rizzo - Micaela Fabiani - Antonela Curatola | - Eugenia Nosach - Bárbara Frangella - Tanya Acosta - Sol Piccolo | - Mariángeles Cossar - Natalia Aispurua - Elina Rodríguez - Victoria Zabala |

Resultados
| Pos | Equipo    | PJ | PG | PP | SG | SP | PA  | PP  |
| --- | --------- | -- | -- | -- | -- | -- | --- | --- |
| 1   | Argentina | 5  | 4  | 1  | 14 | 3  | 409 | 250 |
| 2   | Chile     | 5  | 4  | 1  | 12 | 4  | 378 | 275 |
| 3   | Brasil    | 5  | 4  | 1  | 13 | 5  | 421 | 332 |
| 4   | Perú      | 5  | 2  | 3  | 6  | 10 | 297 | 348 |
| 5   | Colombia  | 5  | 1  | 4  | 4  | 12 | 272 | 373 |
| 6   | Uruguay   | 5  | 0  | 5  | 0  | 15 | 176 | 375 |

| Fecha         | Encuentro            | Resultado | Set   | Set   | Set   | Set   | Set   | Puntuación total |
| Fecha         | Encuentro            | Resultado | 1     | 2     | 3     | 4     | 5     | Puntuación total |
| ------------- | -------------------- | --------- | ----- | ----- | ----- | ----- | ----- | ---------------- |
| 8-3-14 16:00  | Argentina – Perú     | 3 - 0     | 25-12 | 25-11 | 25-11 |       |       | 75 - 34          |
| 9-3-14 16:00  | Argentina – Uruguay  | 3 - 0     | 25-6  | 25-8  | 25-10 |       |       | 75 - 24          |
| 10-3-14 20:00 | Brasil – Argentina   | 3 - 2     | 20-25 | 25-22 | 16-25 | 25-22 | 17-15 | 103 - 109        |
| 11-3-14 18:00 | Argentina – Chile    | 3 - 0     | 25-18 | 25-17 | 25-19 |       |       | 75 - 54          |
| 12-3-14 20:00 | Colombia – Argentina | 0 - 3     | 16-25 | 9-25  | 10-25 |       |       | 35 - 75          |

- Posición final:

## Voleibol de playa

### Masculino
| Jugadores                                  | Evento           | Ronda preliminar                                 | Ronda preliminar                           | Ronda preliminar                                    | Posición | Cuartos de final                           | Semifinales     | Final           | Posición final |
| Jugadores                                  | Evento           | Rival Resultado                                  | Rival Resultado                            | Rival Resultado                                     | Posición | Rival Resultado                            | Rival Resultado | Rival Resultado | Posición final |
| ------------------------------------------ | ---------------- | ------------------------------------------------ | ------------------------------------------ | --------------------------------------------------- | -------- | ------------------------------------------ | --------------- | --------------- | -------------- |
| Julio Azaad Ian Mehamed Argentina 1        | Torneo masculino | Sportkslede Lo Kioeng Surinam G 21 - 10, 21 - 12 | Conte Almeida Brasil 2 P 18 - 21, 14 - 21  | Martínez Salinas Chile 2 G 21 - 14, 19 - 21, 15 - 7 | 2° Q     | Grimalt Chile 1 P 19 - 21, 23 - 21, 6 - 15 | No avanzó       | No avanzó       | No avanzó      |
| Pablo Bianchi Facundo del Coto Argentina 2 | Torneo masculino | Scheffer Salgado P 14 - 21, 21 - 23              | Cairus Zanotta G 15 - 21, 21 - 18, 15 - 12 | Maldonado G 21 - 17, 21 - 15                        | 2° Q     | Henríquez Villafañe P 16 - 21, 10 - 21     | No avanzó       | No avanzó       | No avanzó      |

### Femenino
| Jugadores                                       | Evento          | Ronda preliminar                            | Ronda preliminar                                     | Ronda preliminar                            | Posición | Cuartos de final                         | Semifinales                                   | Final                                        | Posición final   |
| Jugadores                                       | Evento          | Rival Resultado                             | Rival Resultado                                      | Rival Resultado                             | Posición | Rival Resultado                          | Rival Resultado                               | Rival Resultado                              | Posición final   |
| ----------------------------------------------- | --------------- | ------------------------------------------- | ---------------------------------------------------- | ------------------------------------------- | -------- | ---------------------------------------- | --------------------------------------------- | -------------------------------------------- | ---------------- |
| Ana María Gallay Georgina Klug Argentina 1      | Torneo femenino | Puntin Zonta Argentina 2 G 21 - 12, 21 - 15 | Batioja Vilela Ecuador G 21 - 6, 21 - 13             | Filippo Morel Paraguay 1 G 21 - 15, 21 - 10 | 1° Q     | Agudo Brito Venezuela G 21 - 12, 21 - 15 | Galindo Colombia 1 G 19 - 21, 23 - 21, 15 - 7 | Antunes de Sousa Brasil 1 P 14 - 21, 15 - 21 | Medalla de plata |
| Julieta Puntin María Virginia Zonta Argentina 2 | Torneo femenino | Gallay Klug Argentina 1 P 12 - 21, 15 - 21  | Filippo Morel Paraguay 1 P 21 - 19, 18 - 21, 16 - 18 | Batioja Vilela Ecuador G Aban               | 3°       | No avanzó                                | No avanzó                                     | No avanzó                                    | No avanzó        |

- Q: Clasificado a la siguiente fase
- G: Partido ganado
- P: Partido perdido
- Aban: Abandono (no presentación)